# Unione di comuni
L'unione di comuni è un ente italiano disciplinato dal decreto legislativo 18 agosto 2000, n. 267, che attua la legge 3 agosto 1999, n. 265, in particolare dall'articolo 32.
L'ente è costituito da due o più comuni per l'esercizio congiunto di funzioni o servizi di competenza comunale. L'unione è dotata di autonomia statutaria nell'ambito dei principi fissati dalla Costituzione e dalle norme comunitarie, statali e regionali.
Il D.Lgs. 267/2000 la definisce come un ente locale, ma la sentenza della Corte costituzionale n. 50 del 2015 precisa che si tratta di una forma istituzionale di associazione tra comuni.
Alle unioni di comuni si applicano, per quanto compatibili, i princìpi previsti per l'ordinamento dei comuni, con specifico riguardo alle norme in materia di composizione e numero degli organi dei comuni, il quale non può eccedere i limiti previsti per i comuni di dimensioni pari alla popolazione complessiva dell'ente.
Il TAR del Lazio con la sua ordinanza n. 1027 del 20 gennaio 2017 ha rinviato alla Corte costituzionale l'obbligo di esercizio associato delle funzioni per i piccoli Comuni ritenendo non “manifestamente infondata” l'incostituzionalità di quest'obbligo. Tale quesito, comunque, è stato dichiarato infondato dalla Consulta con sentenza n.33 del 4 marzo 2019.

## Ordinamento amministrativo

### Scopo
I cinque commi dell'articolo 32 definiscono le unioni di comuni in maniera sintetica e precisa, dando la massima flessibilità all'interno di poche regole precise.
Nel primo comma si definisce l'unione come costituita da due o più comuni che devono essere contigui con un obiettivo chiaro: "esercitare congiuntamente una pluralità di funzioni di loro competenza". Ciò significa che i singoli comuni si uniscono e trasferiscono alle unioni funzioni e servizi. Ciò implica che il servizio o la funzione trasferita all'Unione viene sottratta alla titolarità diretta del Comune, e rientra nella titolarità dell'Unione dei comuni. In ciò si esprime una prima differenza rispetto alle semplici convenzione di gestione dei servizi, in cui la titolarità del servizio permane in capo al comune convenzionato, mentre il comune capofila semplicemente esercita lo stesso su delega degli altri.
L'unione deve avere un atto costitutivo e uno statuto. Lo statuto deve avere alcune caratteristiche:
- deve essere approvato dai singoli consigli comunali con procedure e maggioranze previste per le modifiche statutarie;
- deve definire gli organi e le modalità per la loro costituzione;
- definisce le funzioni svolte dall'unione e le risorse di finanziamento;
- il presidente deve essere scelto fra i sindaci eletti;
- gli altri organi previsti, quali la giunta esecutiva e il consiglio dell'unione, devono essere composti da consiglieri o membri delle giunte con la presenza delle minoranze;

L'unione decide al suo interno i regolamenti per la propria organizzazione ed i rapporti con i singoli comuni. Il decreto conclude disponendo che le Unioni seguono le regole ed i principi previsti per i comuni, evidenziando che i componenti degli organi non possono eccedere le disposizioni relative ai comuni con la popolazione complessiva delle amministrazioni locali associate.
Ultimo, ma fondante dei poteri delle unioni, è la destinazione di tutti gli introiti che derivano da tasse, tariffe e contributi dovuti per i servizi trasferiti dai comuni.

### Attuazioni
Con un decreto legislativo che ha regole sintetiche, chiare e minime, le attuazioni sono spesso molto diverse fra di loro e vengono costruite in funzione delle singole esigenze territoriali ed istituzionali.
La realizzazione delle unioni di comuni permette di creare delle economie di scala nel dimensionare i servizi e crea le condizioni per la sopravvivenza dei piccoli comuni che, pur mantenendo la loro identità, possono accorpare servizi al fine di ridurre i costi pro-capite e ridurre pro-quota le spese fisse di gestione di alcuni servizi.
I costi di gestione degli enti sono solitamente bassi, strutture formate da amministratori dei comuni e servizi coperti da entrate dedicate per la maggior parte dei servizi conferiti.
Le Unioni introdotte dalla L. 142/90 hanno avuto particolare fortuna a partire dalla novellazione riportata dal Testo unico delle leggi sull'ordinamento degli enti locali (TUEL), che ha soppresso l'obbligo inizialmente previsto per le Unioni di giungere alla fusione entro 10 anni dalla loro costituzione.
Successivamente, numerose leggi regionali, a seguito della modifica del titolo V della Costituzione sono intervenute in materia, prevedendo discipline concorrenti, a volte in aperto contrasto con la disciplina del TUEL sulle unioni. In particolare riguardo agli organi.
Sono da segnalare due importanti riforme, la prima quella prevista dall'art. 14 del D.L. 78/2010, convertito in legge 122/2010, che tra l'altro ha indicato le Unioni come una delle due forme di gestione per l'esercizio obbligatorio delle funzioni fondamentali, attualmente individuate nell'art. 21 c. 3 L. 42/09, per i comuni sotto i 5 000 abitanti (l'altra forma è quella della convenzione ex art. 30 TUEL). La seconda riforma è quella dell'art. 16 L. 148/2011, che ha introdotto una nuova tipologia di unioni, le cosiddette "unioni municipali", pensata per i comuni sotto i mille abitanti e non oltre.

### Legge 8 giugno 1990, n. 142
La riforma del 2000 si rese necessaria per correggere e migliorare quelle parti della legge 142/90 che si erano dimostrate, nell'esperienza pratica, oramai insoddisfacenti ed inadeguate. Lo scopo era quello di dare più forza all'azione amministrativa, con particolare attenzione ai comuni di piccola entità demografica, ritenendo essenziali le dimensioni degli enti locali, in relazione al maggior numero di funzioni loro affidate (grazie all'autonomia statutaria di cui essi godono).
I comuni, secondo l'originaria impostazione della legge 142/90 (dal combinato disposto degli artt. 11 e 26), potevano richiedere la fusione immediata (art.11) oppure dar vita alla forma associativa denominata "Unione di comuni" (art.26), la quale costituiva la prima fase del procedimento di fusione.
L'art. 26 di questa legge, contenuto nel capo VIII, dedicato alle forme associative, stabiliva che:
1. l'Unione costituisce una forma associativa, realizzata tra enti finitimi, appartenenti alla stessa provincia. (successivamente abrogato)
2. ciascun comune partecipante deve avere una popolazione inferiore a 5 000 abitanti, ma è ammesso che possa far parte dell'Unione non più di un comune con popolazione compresa tra i 5.000 ed i 10 000 abitanti.
3. L'Unione viene costituita "per l'esercizio di una pluralità di funzioni e servizi".

L'Unione tende quindi ad assumere un carattere polifunzionale, spettando all'atto costitutivo ed al regolamento la delimitazione effettiva dell'ambito di attività ad essa demandate.

## Legislazione Regionale
Le leggi regionali in materia di Unioni, sensi dell’art. 33 del TUEL (d.lgs. 267/2000) hanno come oggetto a) il programma regionale di individuazione degli ambiti per la gestione associata sovracomunale di funzioni e servizi, realizzato anche attraverso le unioni; b) l’incentivazione dell’esercizio associato delle funzioni da parte dei comuni; c) la promozione delle unioni di comuni, senza alcun vincolo alla successiva fusione ma con ulteriori benefici da corrispondere alle unioni che autonomamente deliberino di procedere alla fusione.
Oltre a questi oggetti, la legislazione regionale può dettare, per quanto non disciplinato dall’art. 32 TUEL, anche “principi di organizzazione e funzionamento” in materia di Unioni (art. 1 comma 106 l. 56/2014).
Le Unioni a cui aderiscono comuni con popolazione inferiore ai 5 000 abitanti (o 3.000, se appartenenti o già appartenuti a Comunità montane), ed istituite dopo il 2010, debbono inoltre tener conto del diverso limite demografico minimo previsto dalla legge regionale per la loro costituzione o eventuali deroghe all’obbligo dell’esercizio associato disposte in ragione di particolari condizioni territoriali disposte dalla legge regionale (art. 14, c. 31 d.l. 78/2010).
Questo si traduce in alcune variazione regionali rispetto alla Normativa nazionale, in particolare:
- Utilizzo da parte di due delle regioni a statuto speciale,Trentino-Alto Adige e Sardegna, di altre forme associative equiparabili alle Unioni.
- Utilizzo di specifica nomenclatura in Lombardia, Piemonte e Friuli-Venezia Giulia
- Continua presenza delle comunità montane come enti non equiparabili alle Unioni in Campania, Lazio e Lombardia, e con la possibilità quindi ai loro comuni di appartenere contemporaneamente ai due diversi enti. Uniche due eccezioni a livello nazionale di "doppia appartenenza" fuori dalle regioni già citate sono l'Unione Besa in Sicilia e l'Unione dell'Alta Anaunia in Trentino.

## Elenco delle Unioni di Comuni in Italia
Qui sono elencate le unioni attive. Vedi Unioni di comuni soppresse per quelle del passato.

### Abruzzo

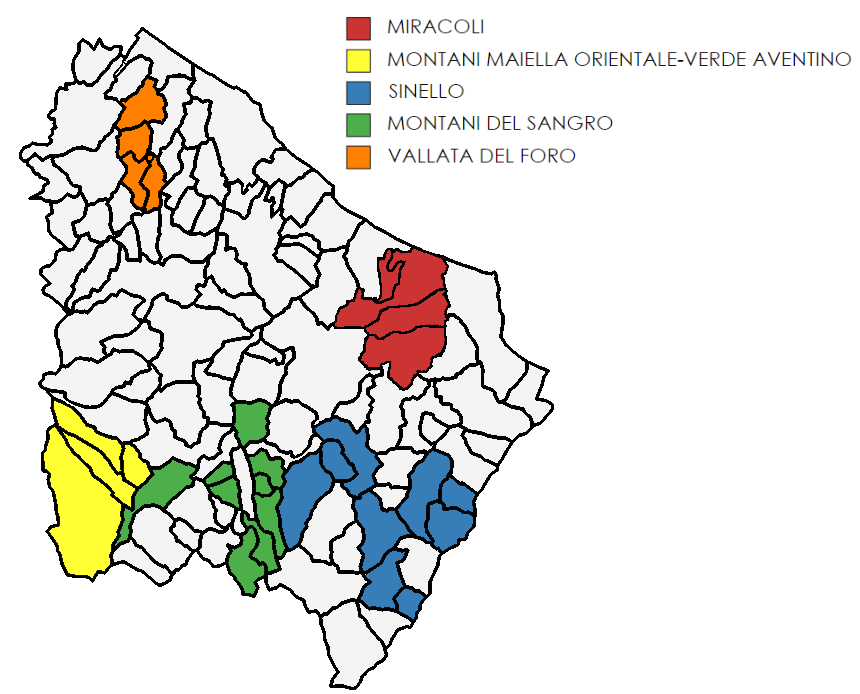
Unioni Comuni Chieti

#### Provincia di Chieti
- Unione dei comuni dei Miracoli
- Unione dei comuni montani Maiella orientale-Verde Aventino
- Unione dei comuni del Sinello
- Unione dei comuni montani del Sangro
- Unione dei comuni della Vallata del Foro

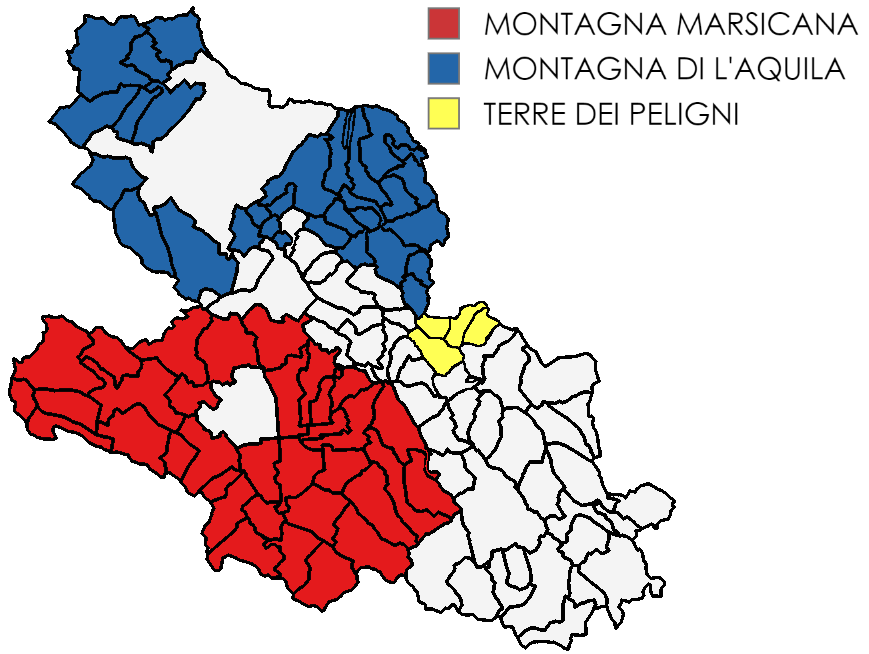
Unioni Comuni Aquila

#### Provincia dell'Aquila
- Unione dei comuni Montagna Marsicana
- Unione dei comuni montani Montagna Aquilana
- Unione Montana Sirentina
- Unione dei comuni Terre dei Peligni

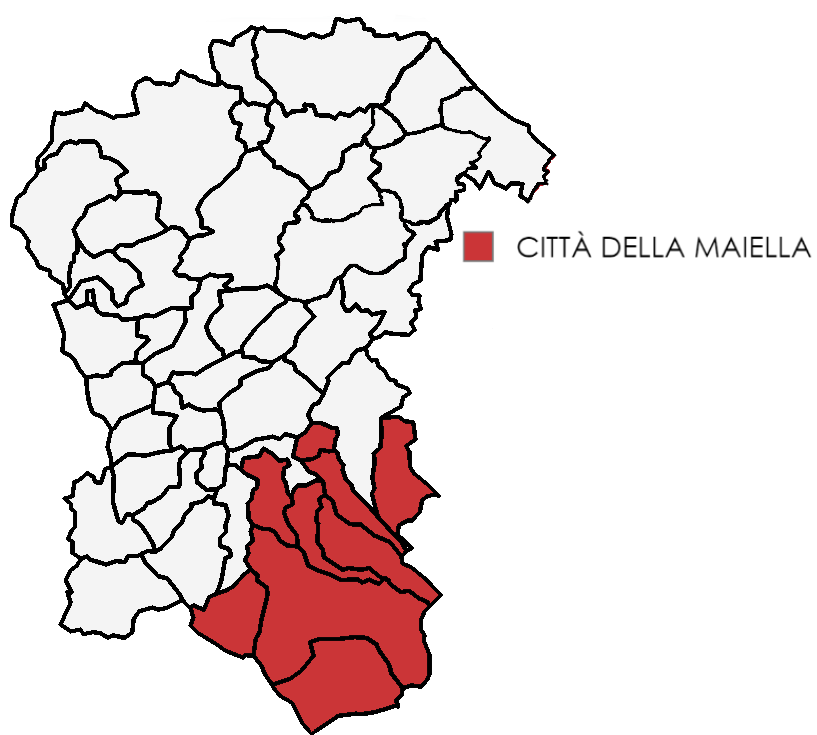
Unioni Comuni Pescara

#### Provincia di Pescara

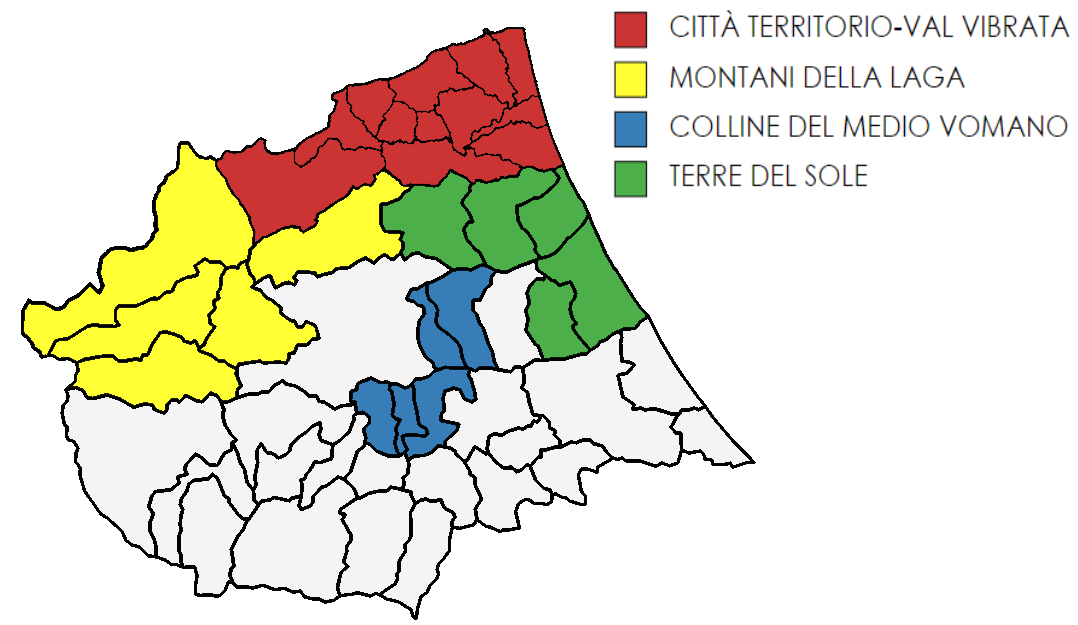
Unioni Comuni Teramo

- Unione dei Comuni 'Città della Maiella'

#### Provincia di Teramo
- Unione dei comuni Città Territorio-Val Vibrata
- Unione dei comuni montani della Laga
- Unione dei comuni Colline del Medio Vomano
- Unione dei comuni Terre del Sole

### Basilicata

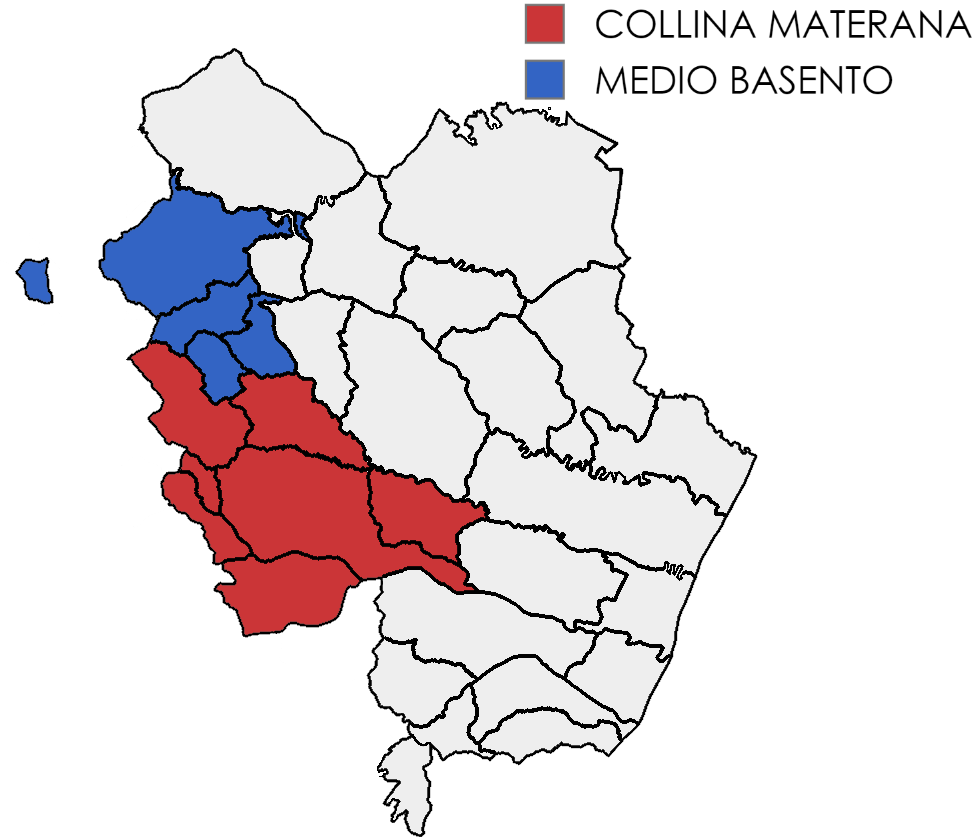
Unioni Comuni Matera

#### Provincia di Matera

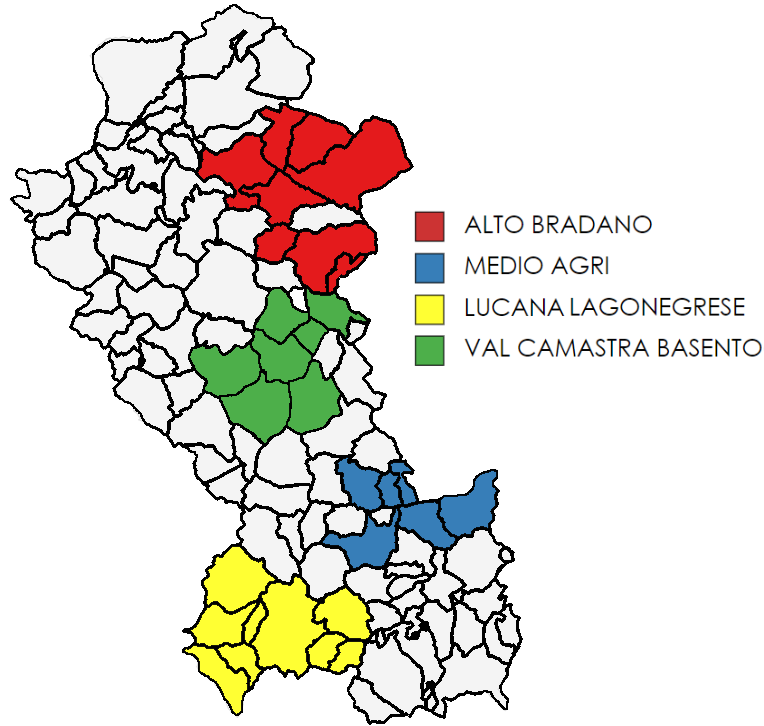
Unione comuni Potenza

- Unione dei Comuni 'Collina Materana'
- Unione dei comuni Medio Basento

#### Provincia di Potenza
- Unione Comuni Alto Bradano
- Unione dei comuni Medio Agri
- Unione Lucana del Lagonegrese
- Unione dei comuni Val Camastra Basento

### Calabria

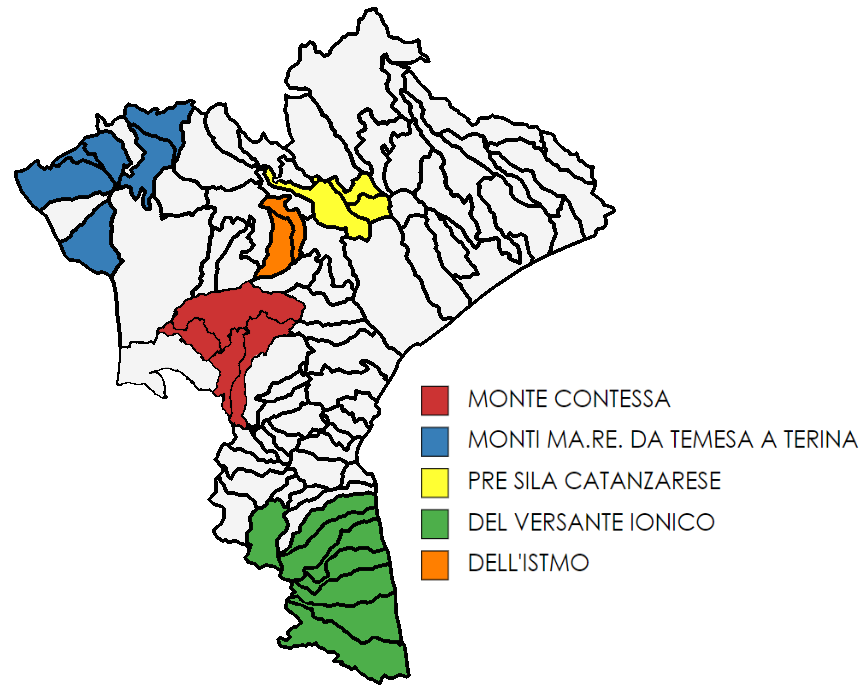
Unioni Comuni Catanzaro

#### Provincia di Catanzaro
- Unione dei Comuni Monte Contessa
- Unione dei Comuni Monti Ma.re. da Temesa a Terina
- Unione dei Comuni Pre Sila Catanzarese
- Unione dei Comuni del Versante Ionico
- Unione dei Comuni dell'istmo

#### Provincia di Reggio Calabria
- Unione dei comuni della Valle del Torbido

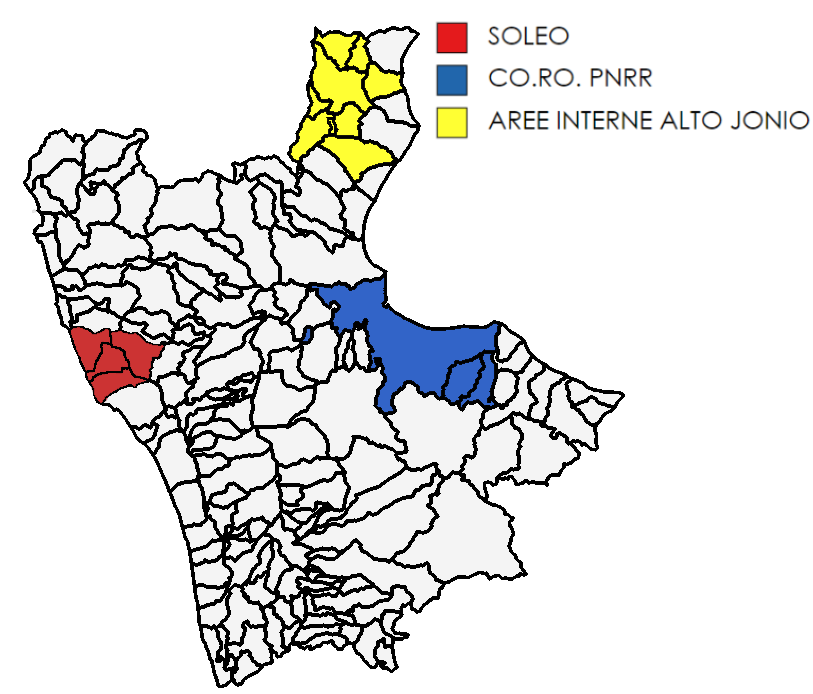
Unioni Comuni Cosenza

#### Provincia di Cosenza
- Unione dei Comuni 'CO.RO. PNRR'
- Unione dei Comuni Aree Interne Alto Jonio

### Campania

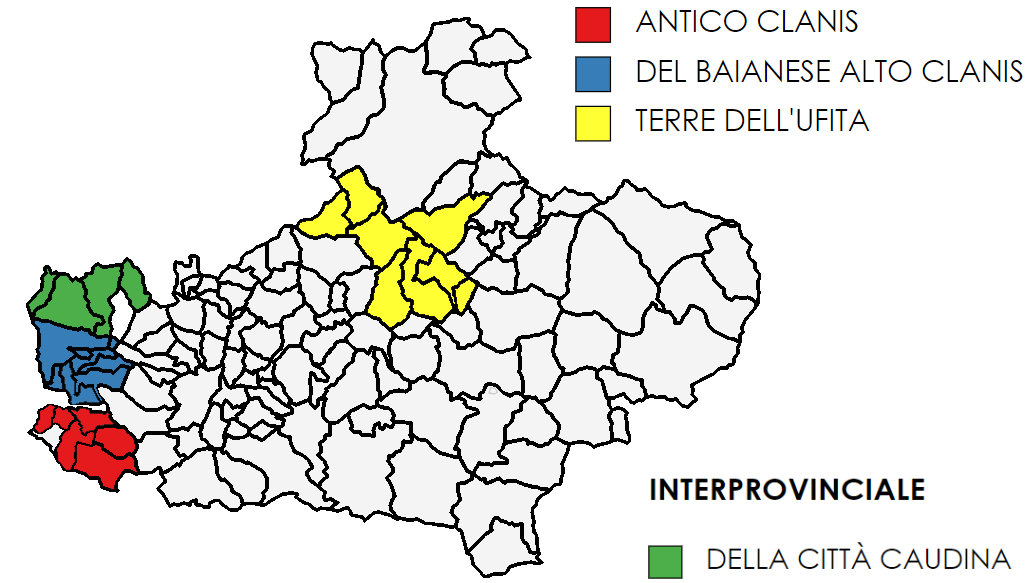
Unioni Comuni Avellino

#### Provincia di Avellino
- Unione dei comuni Terre dell'Ufita
- Unione dei comuni Antico Clanis
- Unione dei comuni del Baianese Alto Clanis
- Unione dei comuni della Città Caudina (Interprovinciale con Benevento)

#### Provincia di Caserta
- Unione dei Comuni Agro Unito (Frignano e Villa di Briano)

#### Città metropolitana di Napoli
- Unione dei Comuni di Trecase - Boscoreale - Boscotrecase

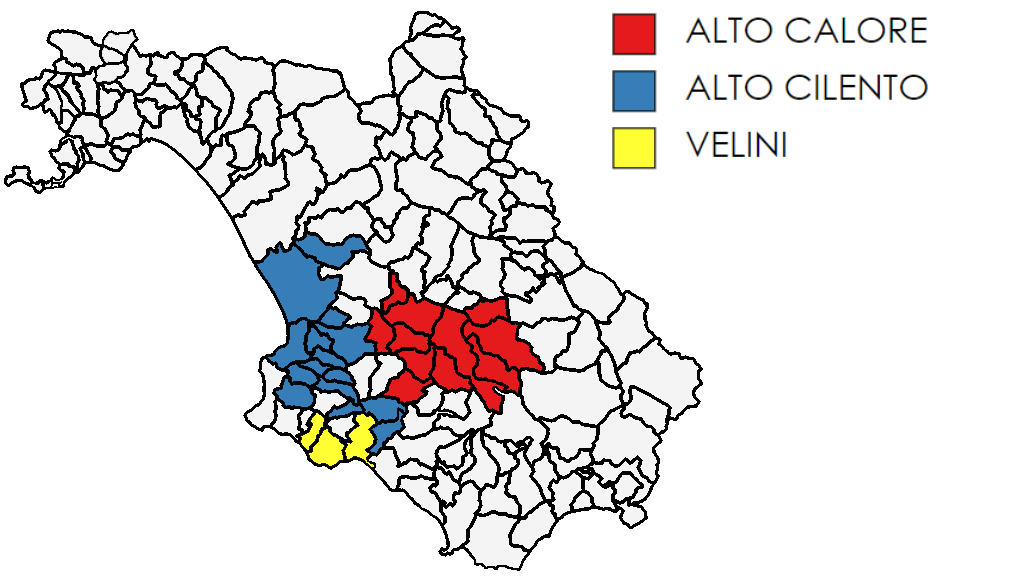
Unioni Comuni Salerno

#### Provincia di Salerno
- Unione dei comuni Alto Calore
- Unione dei comuni Paestum Alto Cilento
- Unione di comuni Valle del Fasanella
- Unione dei comuni Velini

### Emilia-Romagna

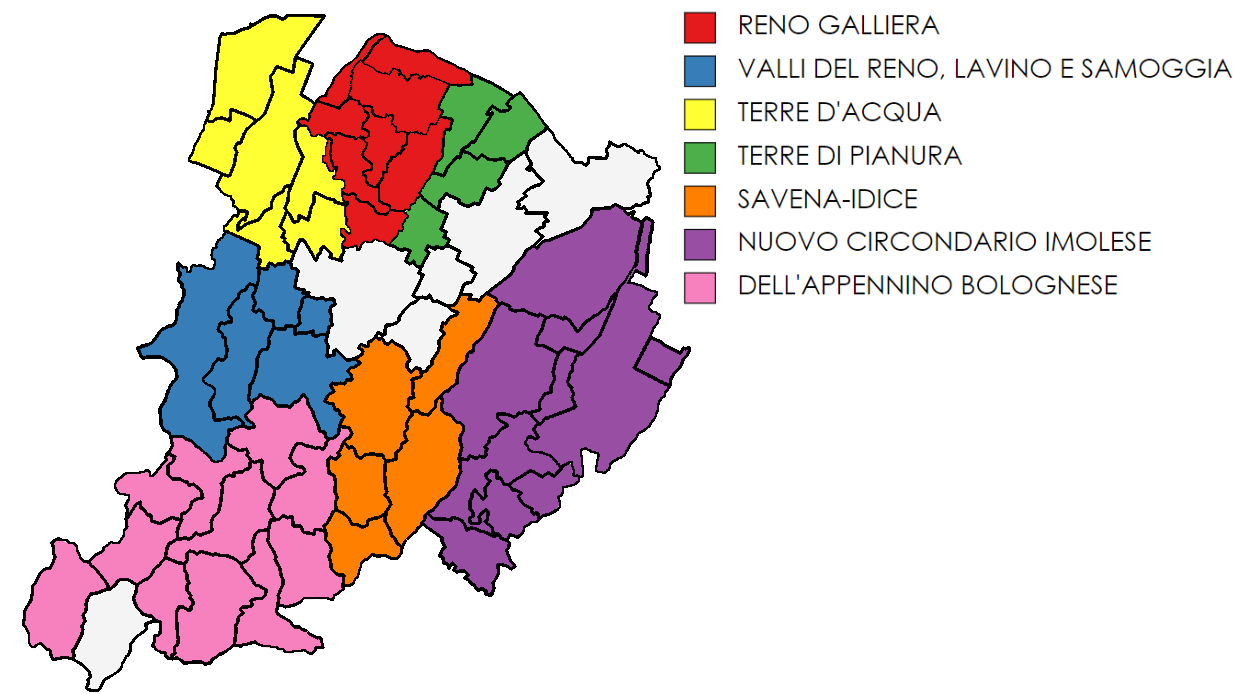
Unioni Comuni Bologna

#### Città metropolitana di Bologna
- Unione Reno Galliera
- Unione dei comuni Valli del Reno, Lavino e Samoggia

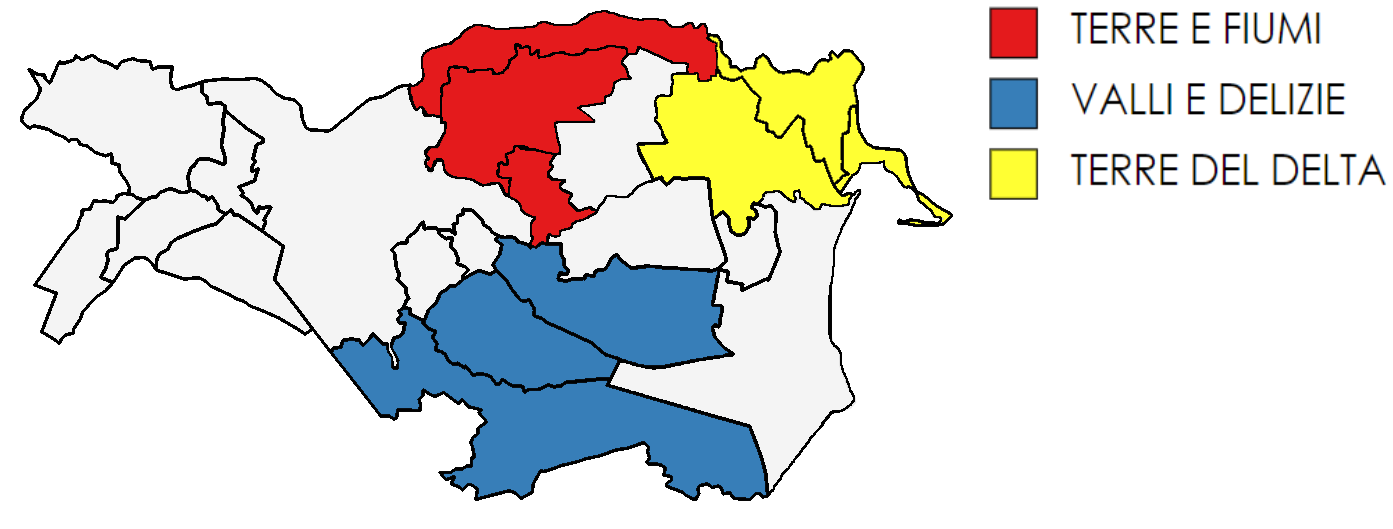
Unioni Comuni Ferrara

- Unione dei comuni Terre d'acqua
- Unione Terre di pianura
- Unione dei comuni Savena-Idice
- Nuovo Circondario Imolese
- Unione dei comuni dell'Appennino Bolognese

#### Provincia di Ferrara
- Unione dei comuni Valli e Delizie
- Unione Terre e Fiumi
- Unione dei comuni delle Terre del Delta

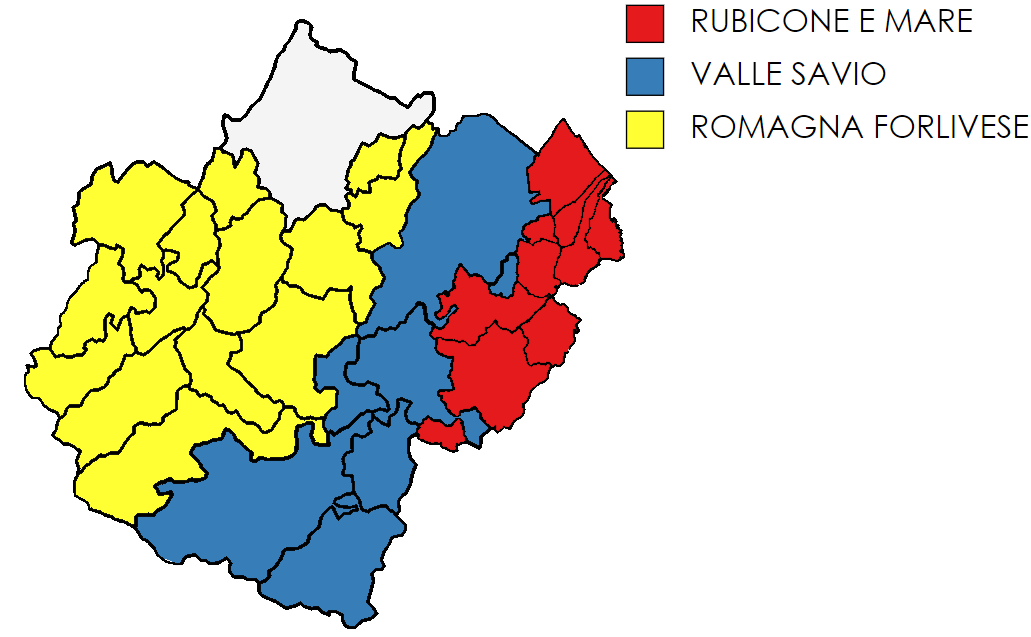
Unioni Comuni Forlì-Cesena

#### Provincia di Forlì-Cesena
- Unione dei comuni del Rubicone e Mare
- Unione dei Comuni Valle Savio
- Unione Montana dei comuni della Romagna forlivese

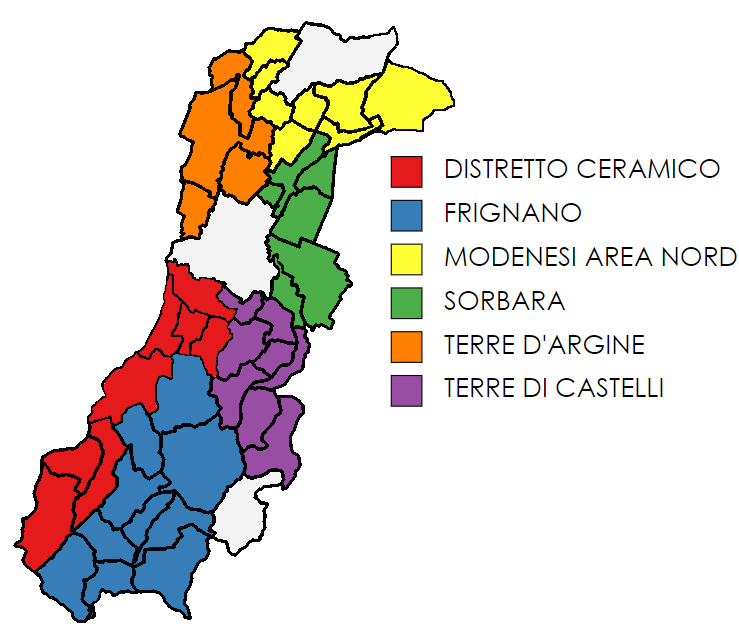
Unioni Comuni Modena

#### Provincia di Modena
- Unione dei comuni del Distretto ceramico
- Unione dei comuni del Frignano
- Unione dei Comuni Modenesi Area Nord

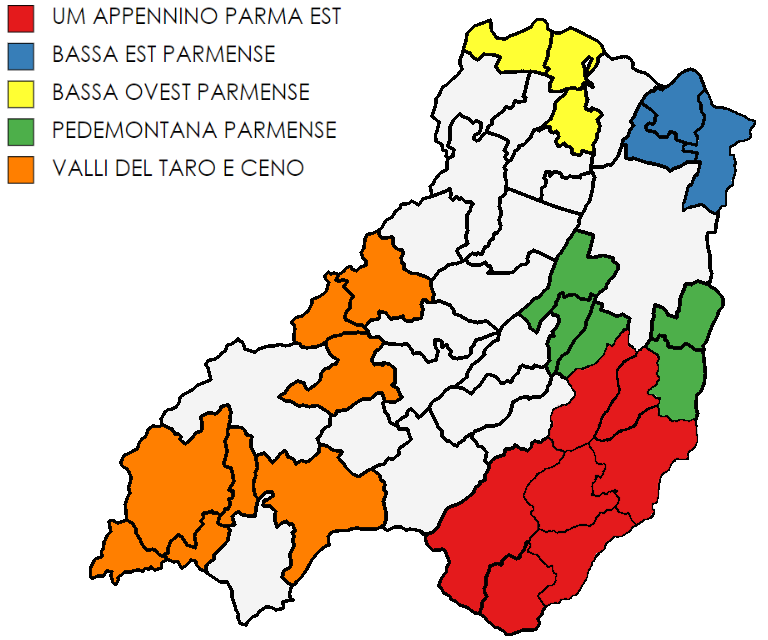
Unioni Comuni Parma

- Unione Comuni del Sorbara
- Unione delle Terre d'argine
- Unione Terre di Castelli

#### Provincia di Parma
- Unione Bassa Est Parmense
- Unione Bassa Ovest Parmense
- Unione montana Appennino Parma Est

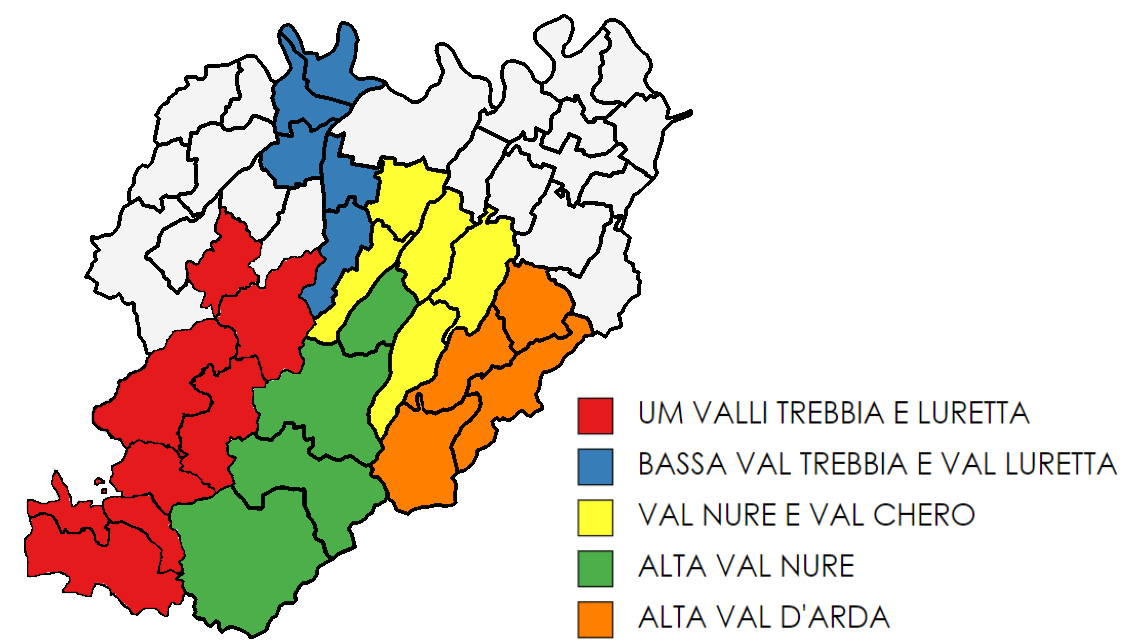
Unioni Comuni Piacenza

- Unione Pedemontana Parmense
- Valli del Taro e Ceno

#### Provincia di Piacenza
- Unione Montana Valli Trebbia e Luretta

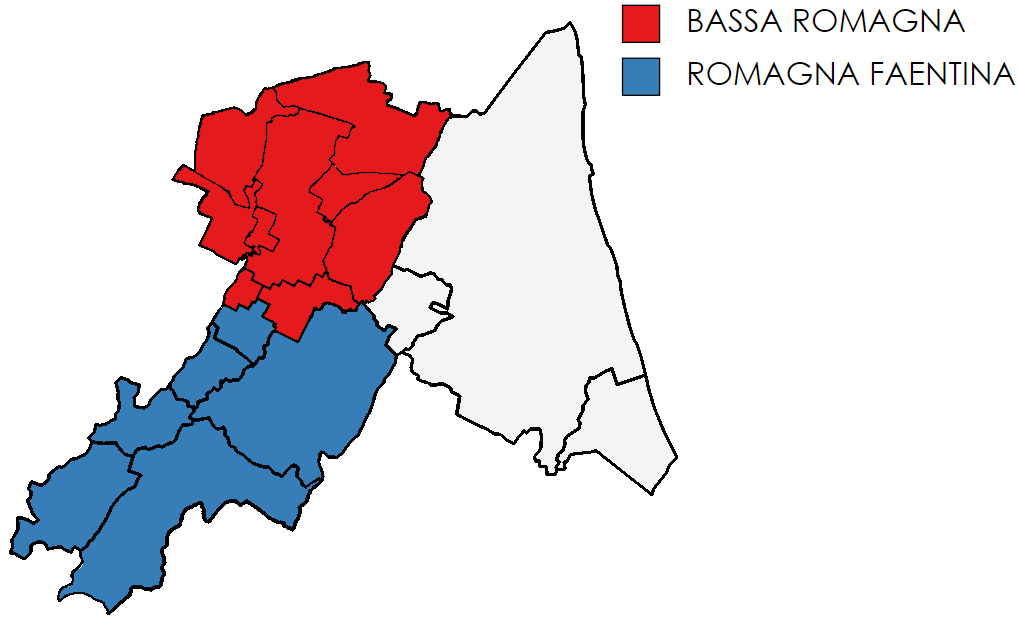
Unioni Comuni Ravenna

- Unione Val Nure e Val Chero
- Unione Alta Val Nure
- Unione Alta Val d'Arda

#### Provincia di Ravenna
- Unione dei comuni della Bassa Romagna

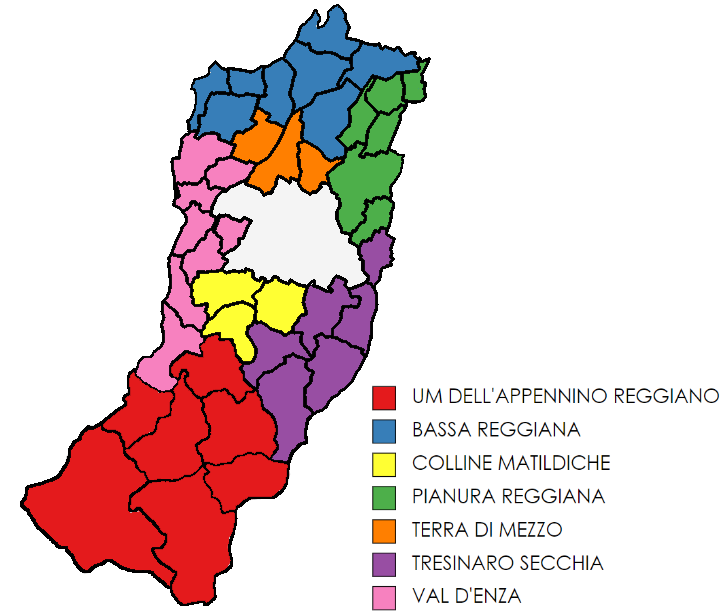
Unioni Comuni Reggio Emilia

- Unione della Romagna Faentina

#### Provincia di Reggio Emilia

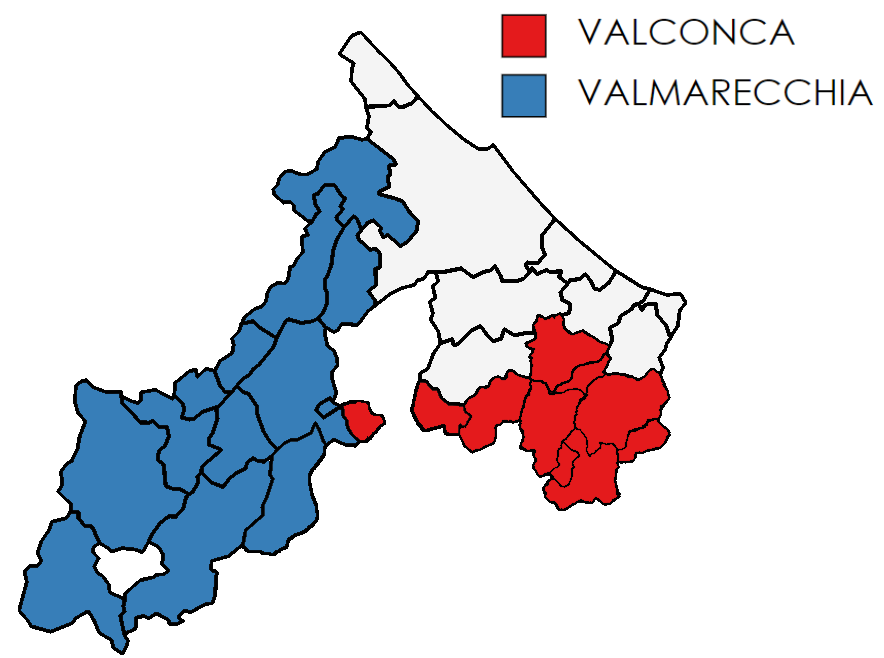
Unioni Comuni Rimini

- Unione Bassa Reggiana
- Unione Colline Matildiche
- Unione Pianura Reggiana
- Unione Terra di Mezzo
- Unione Tresinaro Secchia
- Unione Val d'Enza
- Unione Montana dell'Appennino Reggiano

#### Provincia di Rimini
- Unione della Valconca
- Unione di Comuni Valmarecchia

### Friuli-Venezia Giulia
Nella Regione autonoma Friuli-Venezia Giulia la corrispondente dell'Unione di Comuni è la Comunità, «costituita volontariamente da Comuni di norma contermini, senza la sussistenza di alcun vincolo geografico o dimensionale né alcuna prestabilita individuazione delle funzioni e/o servizi comunali da gestire in forma associata». La normativa sulla Comunità è entrata in vigore con la riforma amministrativa che ha visto la soppressione delle Unioni Territoriali Intercomunali.
A queste si aggiungono sei Comunità di montagna e una Comunità collinare, enti costituiti non su base volontaria ma ex lege, poiché alcune funzioni inerenti alla tutela e allo sviluppo del territorio montano e collinare vanno obbligatoriamente gestite a livello sovracomunale.

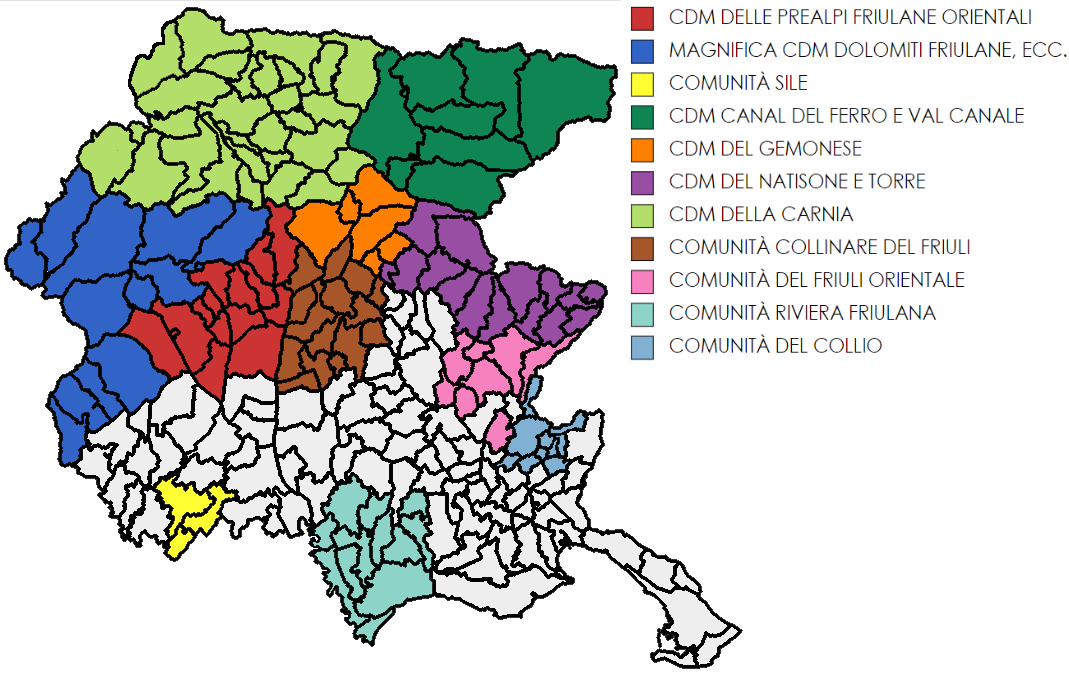
Unioni Comuni Friuli Venezia Giulia

- Comunità di Montagna delle Prealpi Friulane Orientali
- Magnifica comunità di Montagna delle Dolomiti Friulane, Cavallo e Cansiglio
- Comunità Sile
- Comunità di montagna Canal del Ferro e Val Canale
- Comunità di montagna del Gemonese
- Comunità di montagna del Natisone e Torre
- Comunità di montagna della Carnia
- Comunità collinare del Friuli
- Comunità del Friuli Orientale
- Comunità Riviera Friulana
- Comunità del Collio

### Lazio

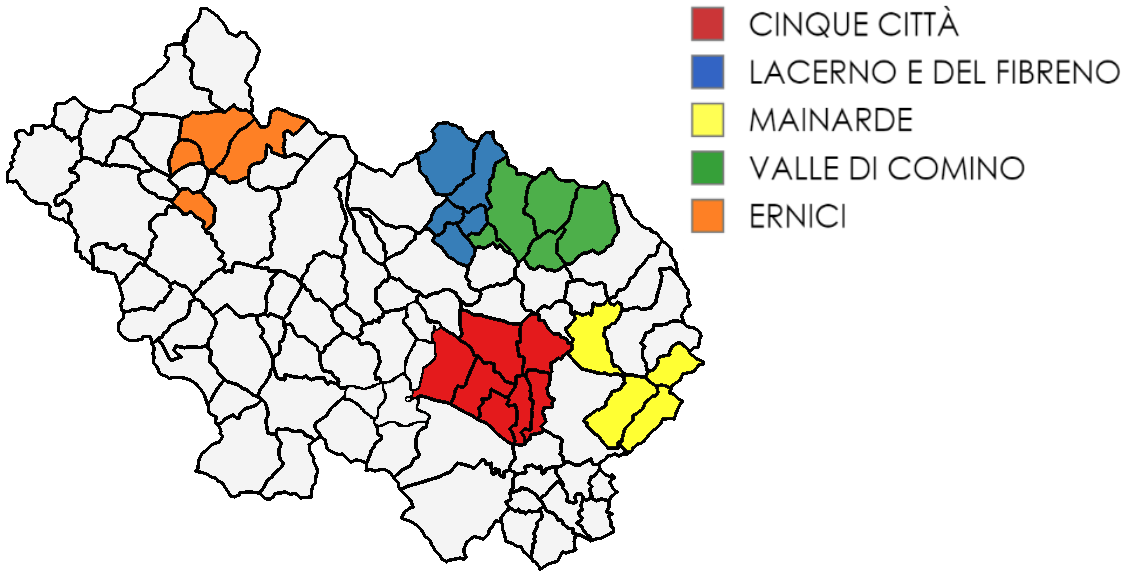
Unioni Comuni Frosinone

#### Provincia di Frosinone
- Unione Cinque Città
- Unione dei comuni del Lacerno e del Fibreno

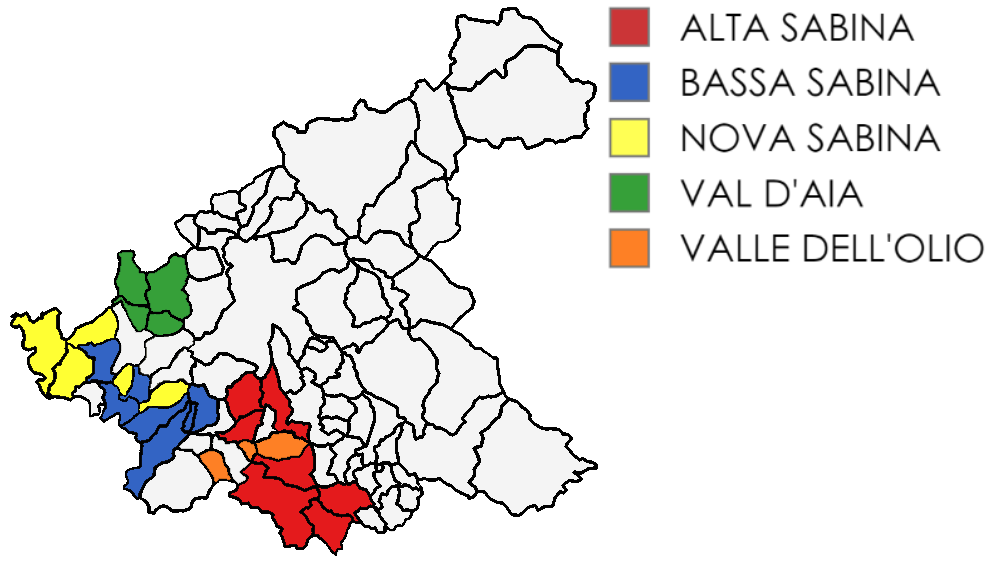
Unioni Comuni Rieti

- Unione dei comuni delle Mainarde
- Unione dei comuni Valle di Comino
- Unione dei comuni degli Ernici

#### Provincia di Rieti
- Unione dell'Alta Sabina
- Unione di Comuni della Bassa Sabina

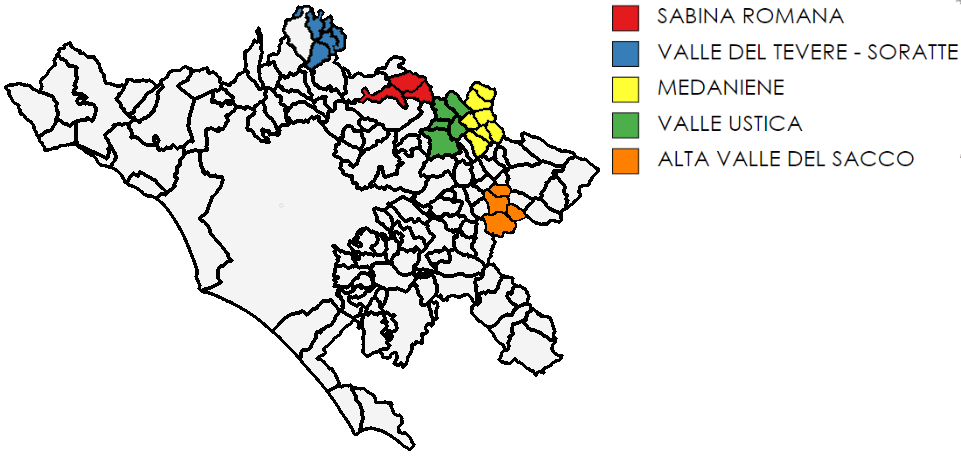
Unioni Comuni Roma

- Unione Nova Sabina
- Unione dei comuni della Val D'Aia
- Unione Valle dell'olio

#### Città metropolitana di Roma Capitale
- Unione della Sabina Romana
- Unione Valle del Tevere - Soratte
- Unione Medaniene
- Unione Valle Ustica
- Unione Alta Valle del Sacco

### Liguria

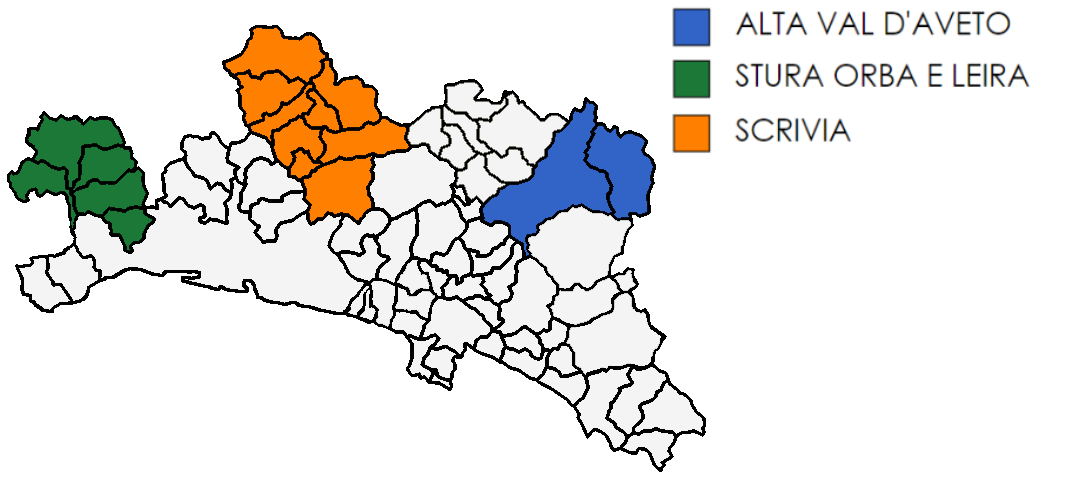
Unioni Comuni Genova

#### Città metropolitana di Genova
- Unione dei comuni montani dell'Alta Val d'Aveto
- Unione dei comuni delle Valli Stura, Orba e Leira
- Unione dei comuni dello Scrivia
- Unione dei comuni del Golfo Paradiso

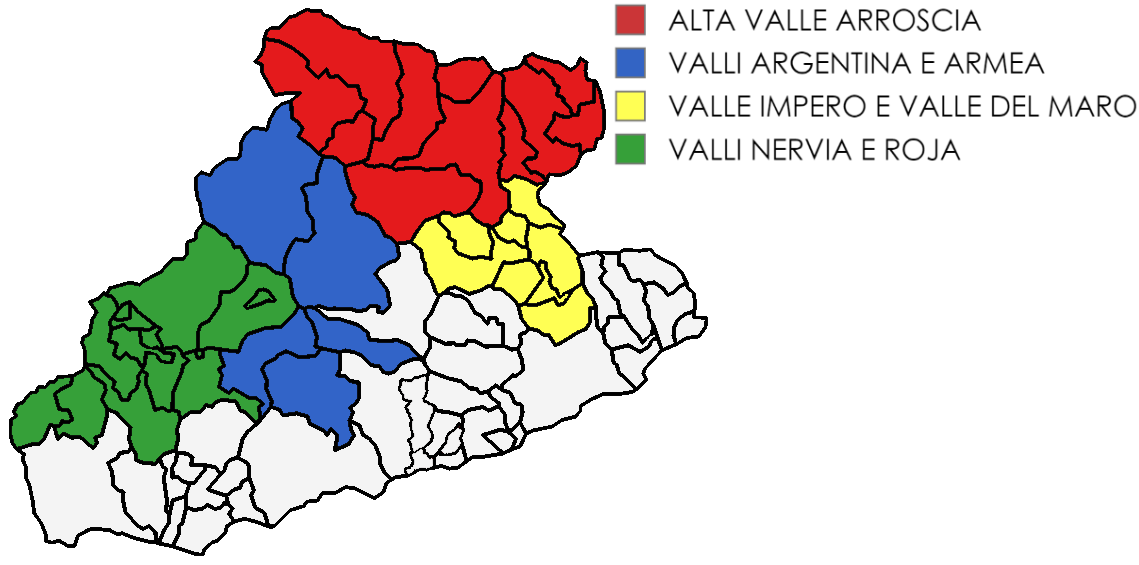
Unioni Comuni Imperia

#### Provincia di Imperia
- Unione dei comuni dell'Alta Valle Arroscia
- Unione dei comuni delle Valli Argentina e Armea
- Unione dei comuni delle Valli Nervia e Roja

#### Provincia di Savona
- Unione dei comuni del Beigua

### Lombardia

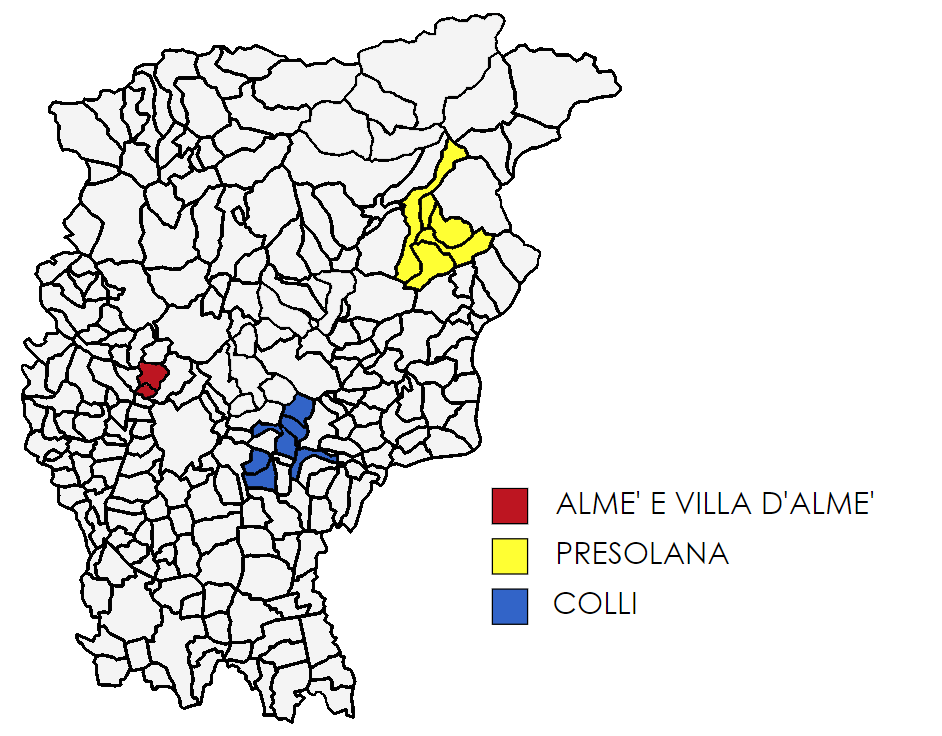
Unioni Comuni Bergamo

#### Provincia di Bergamo
- Unione dei Comuni Lombarda Almè e Villa d'Almè

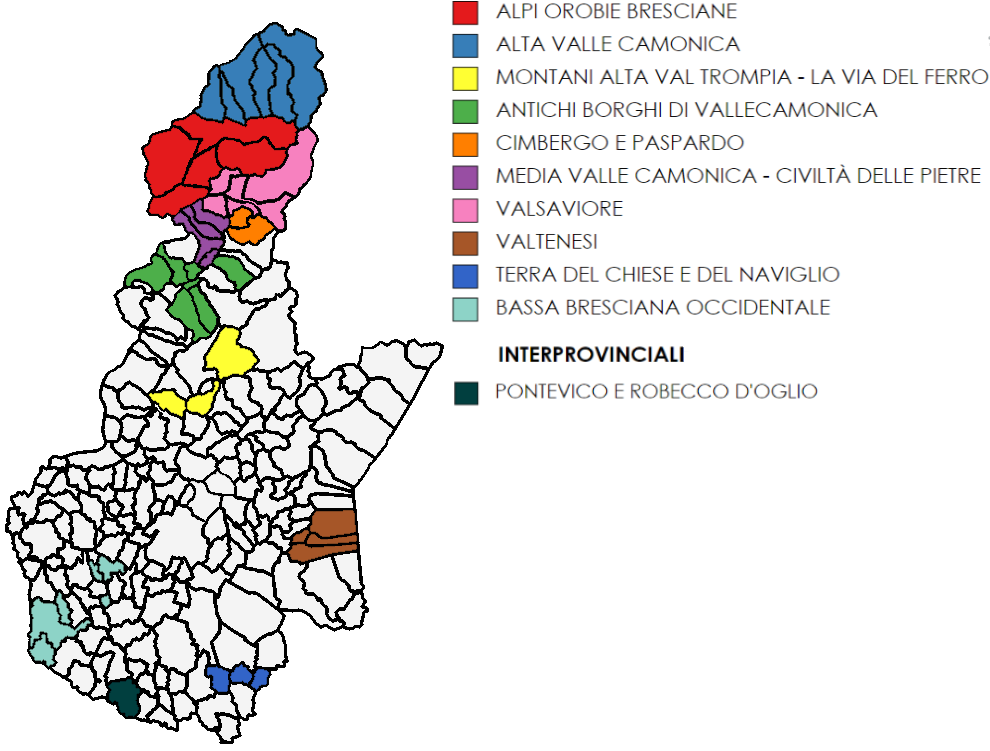
Unioni Comuni Brescia

- Unione Comuni della Presolana
- Unione Comunale dei Colli

#### Provincia di Brescia
- Unione delle Alpi Orobie bresciane
- Unione dei Comuni dell'Alta Valle Camonica
- Unione Lombarda Comuni Montani Alta Val Trompia "La Via del Ferro"
- Unione degli Antichi Borghi di Vallecamonica
- Unione di Comuni Lombarda di Cimbergo e Paspardo
- Unione dei Comuni Media Valle Camonica - Civiltà delle pietre
- Unione dei Comuni della Valsaviore
- Unione dei Comuni della Valtenesi
- Unione dei Comuni Terra del Chiese e del Naviglio
- Unione dei Comuni Lombarda Bassa Bresciana Occidentale
- Unione Lombarda Pontevico - Robecco d'Oglio (Interprovinciale con Cremona)

#### Provincia di Como
- Unione dei Comuni Lombarda Lario e Monti

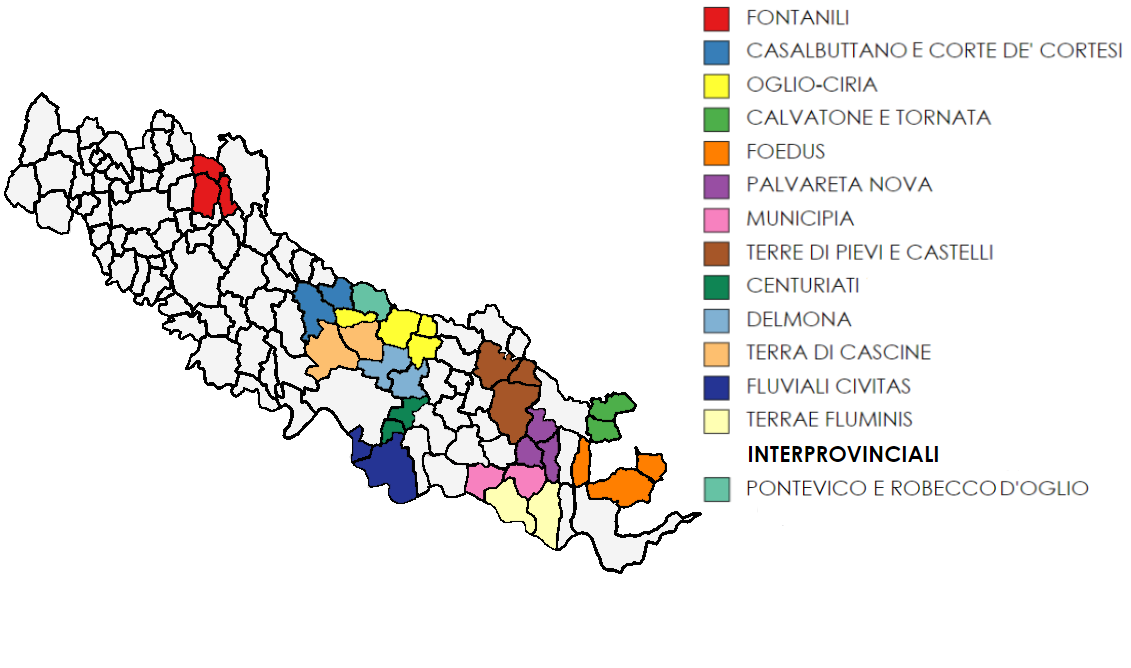
Unioni Comuni Cremona

#### Provincia di Cremona
- Unione di Comuni Lombarda dei Fontanili

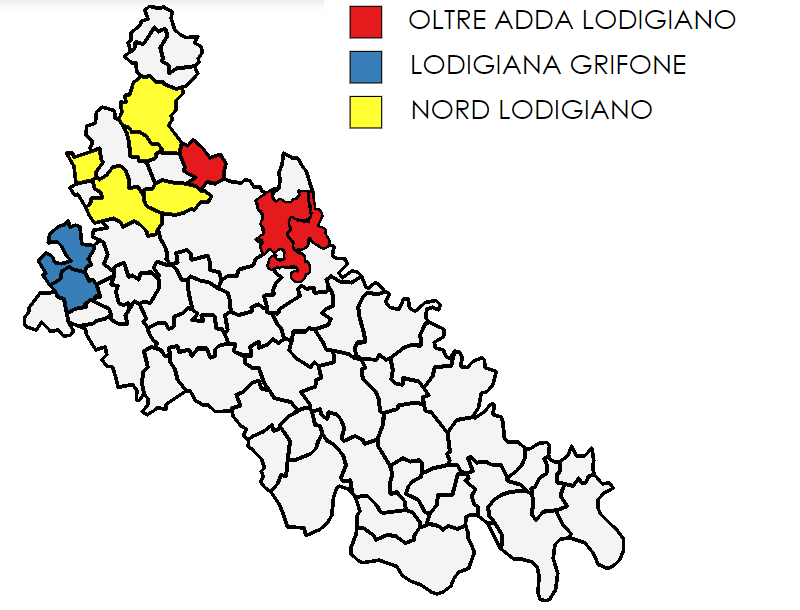
Unioni Comuni Lodi

- Unione di Comuni Lombarda di Casalbuttano ed Uniti e Corte de' Cortesi con Cignone
- Unione di Comuni Lombarda Oglio-Ciria
- Unione di Comuni Lombarda di Calvatone e Tornata
- Unione di Comuni Lombarda Foedus
- Unione Palvareta Nova
- Unione Municipia
- Unione Lombarda Terre di Pievi e Castelli
- Unione di Comuni Lombarda Centuriati di Bonemerse e Malagnino
- Unione di Comuni Lombarda Unione del Delmona
- Unione di Comuni Lombarda Terra di Cascine

#### Provincia di Lodi
- Unione dei Comuni Oltre Adda lodigiano

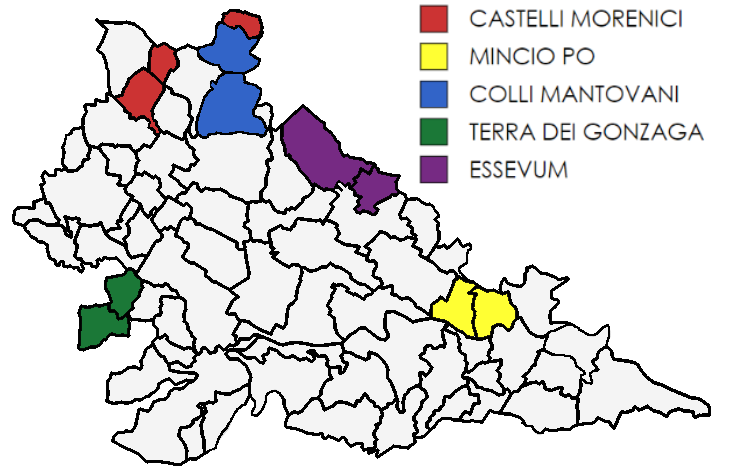
Unioni Comuni Mantova

- Unione Lodigiana Grifone
- Unione Nord Lodigiano

#### Provincia di Mantova
- Unione dei Comuni Castelli Morenici
- Unione di Comuni Lombarda Mincio Po

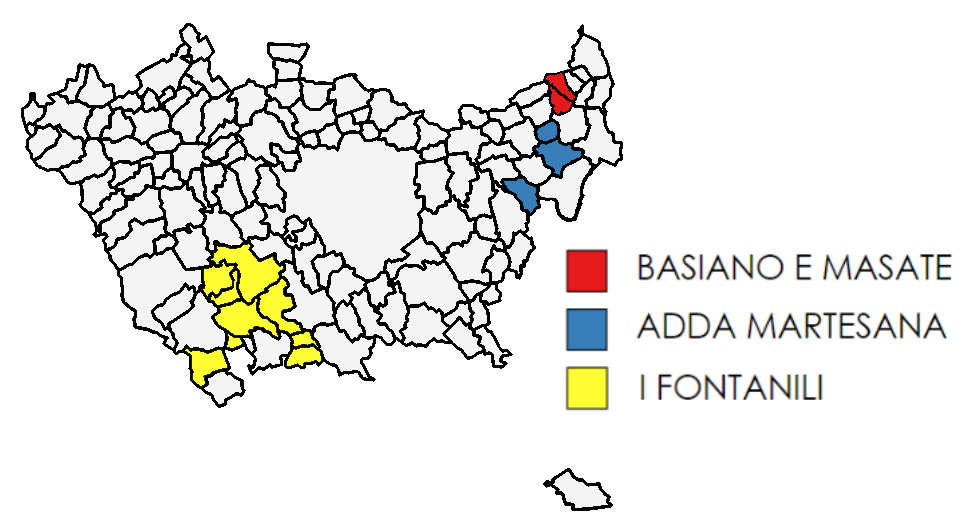
Unioni Comuni Milano

- Unione dei Colli Mantovani
- Unione di Comuni Lombarda Terra dei Gonzaga
- Unione di Comuni Lombarda Essevum di Roverbella e Castelbelforte

#### Città metropolitana di Milano
- Unione Lombarda dei Comuni Basiano e Masate
- Unione di Comuni Lombarda Adda Martesana

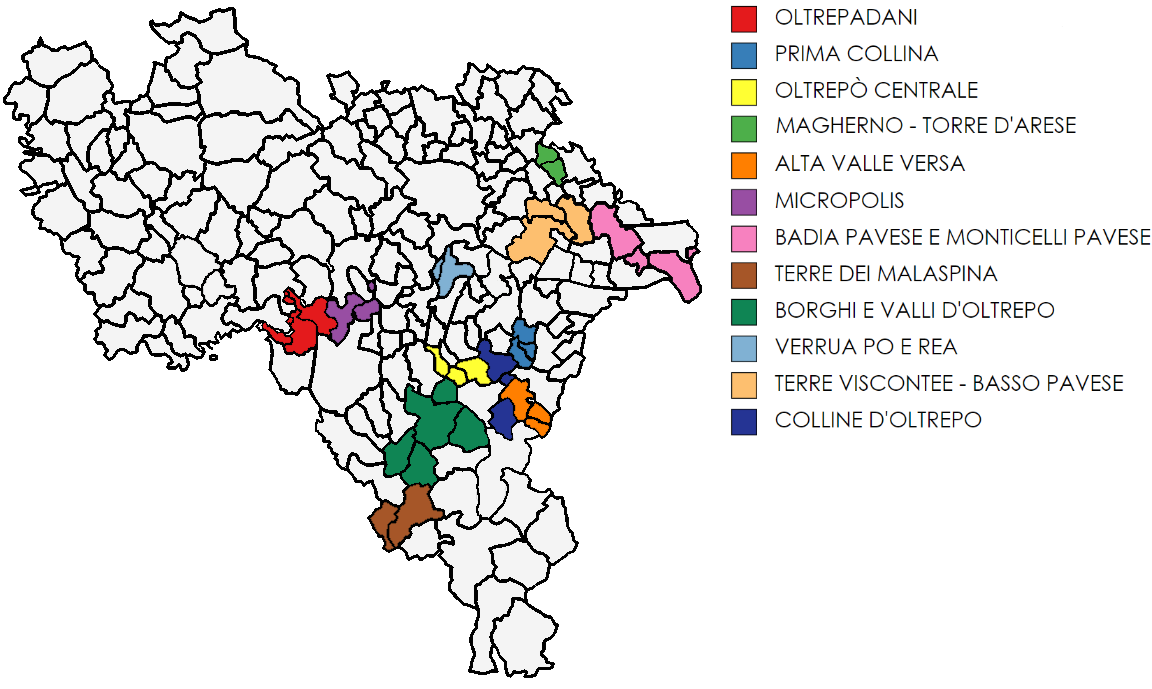
Unioni Comuni Pavia

- Unione dei Comuni I Fontanili

#### Provincia di Pavia
- Unione di Comuni Lombarda Oltrepadani
- Unione di Comuni Lombarda Prima collina
- Unione di Comuni Lombarda dell'Oltrepò centrale
- Unione di Comuni Lombarda Magherno - Torre d'Arese
- Unione Micropolis
- Unione di Comuni di Santa Cristina e Bissone, Badia Pavese e Monticelli Pavese
- Unione di Comuni Lombarda Terre dei Malaspina
- Unione di Comuni Lombarda Borghi e Valli d'Oltrepo
- Unione di Comuni Lombarda di Verrua Po e Rea
- Unione di Comuni Lombarda Terre Viscontee - Basso Pavese
- Unione di Comuni Lombarda Colline d'Oltrepo

#### Provincia di Sondrio
- Unione dei Comuni Spriana e di Torre di Santa Maria
- Unione dei Comuni Lombarda della Valmalenco (Caspoggio, Chiesa in Valmalenco e Lanzada)

#### Provincia di Varese
- Unione dei Comuni Lombarda Prealpi

### Marche

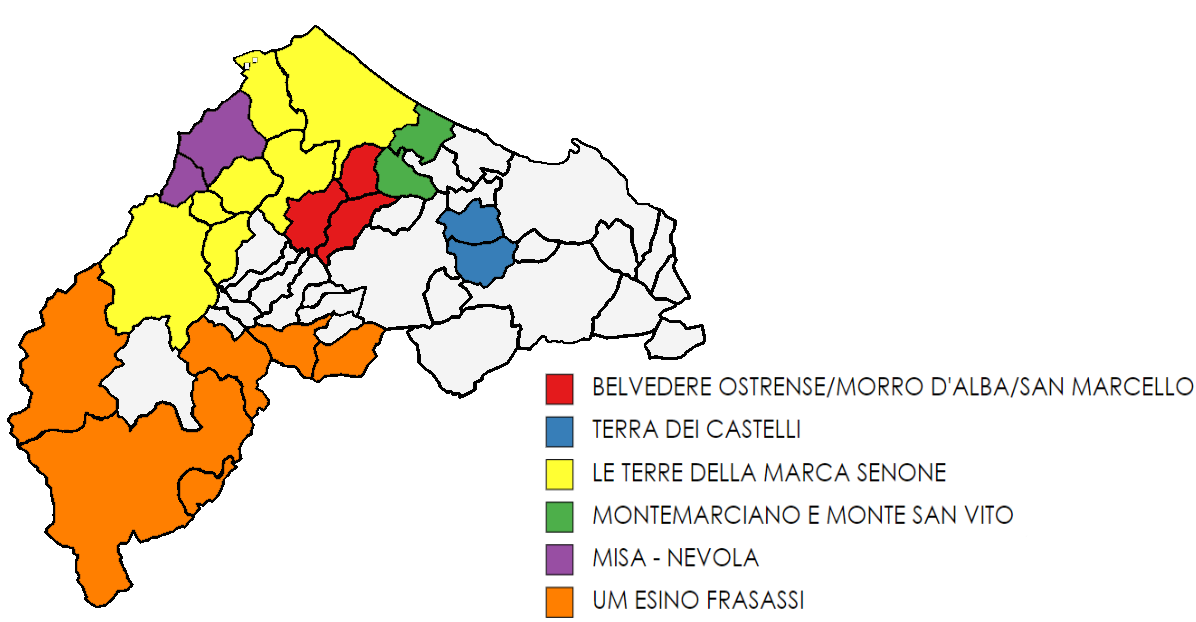
Unioni Comuni Ancona

#### Provincia di Ancona
- Unione dei comuni "Terra dei Castelli"
- Unione dei comuni "Le Terre della Marca Senone"
- Unione dei comuni Montemarciano e Monte San Vito

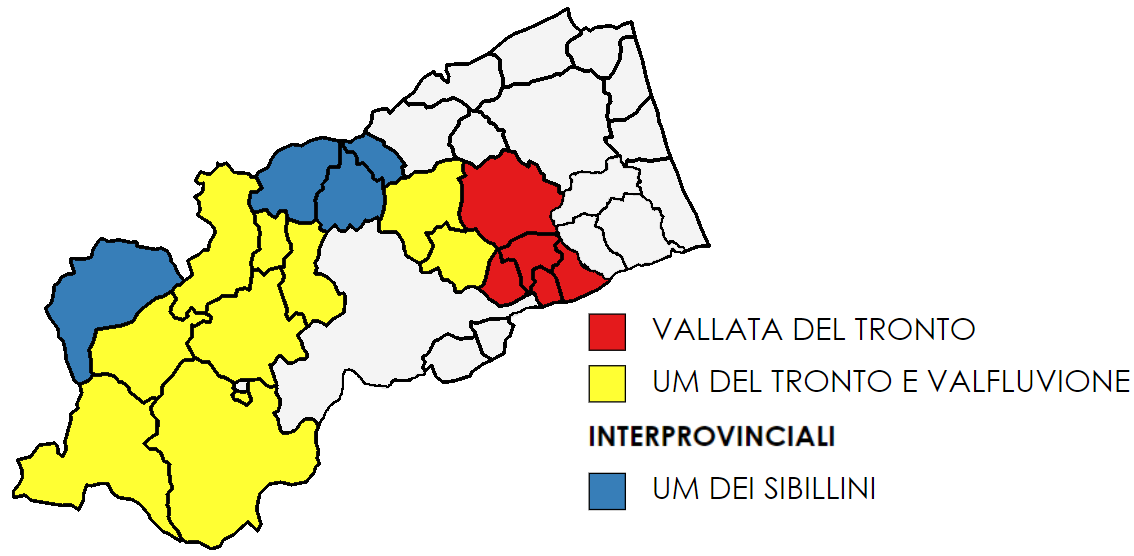
Unioni Comuni Ascoli Piceno

- Unione dei comuni Misa - Nevola
- Unione montana dell'Esino Frasassi

#### Provincia di Ascoli Piceno
- Unione Vallata del Tronto
- Unione montana del Tronto e Valfluvione

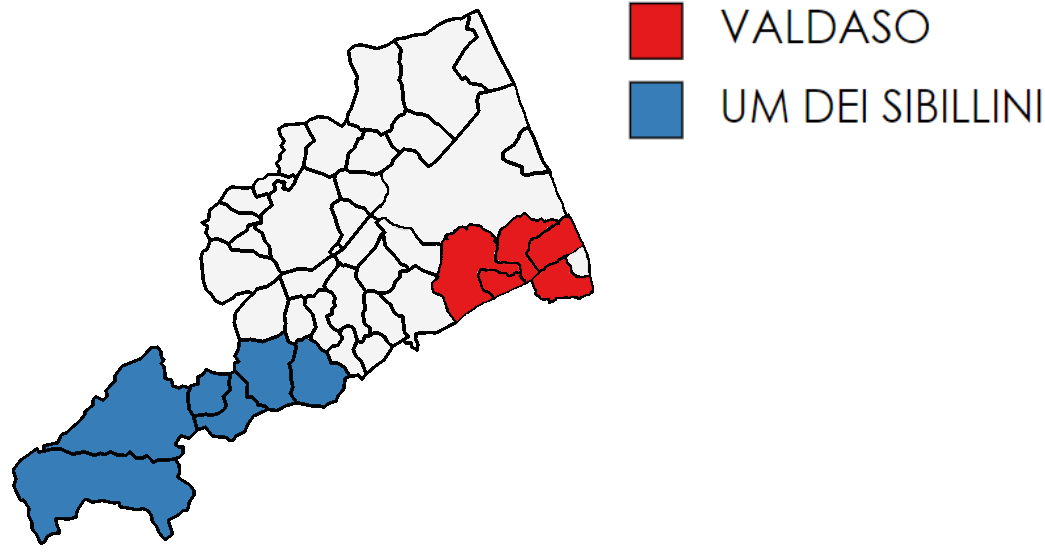
Unioni Comuni Fermo

#### Provincia di Fermo
- Unione dei comuni Valdaso
- Unione montana dei Sibillini (Interprovinciale con Ascoli Piceno)

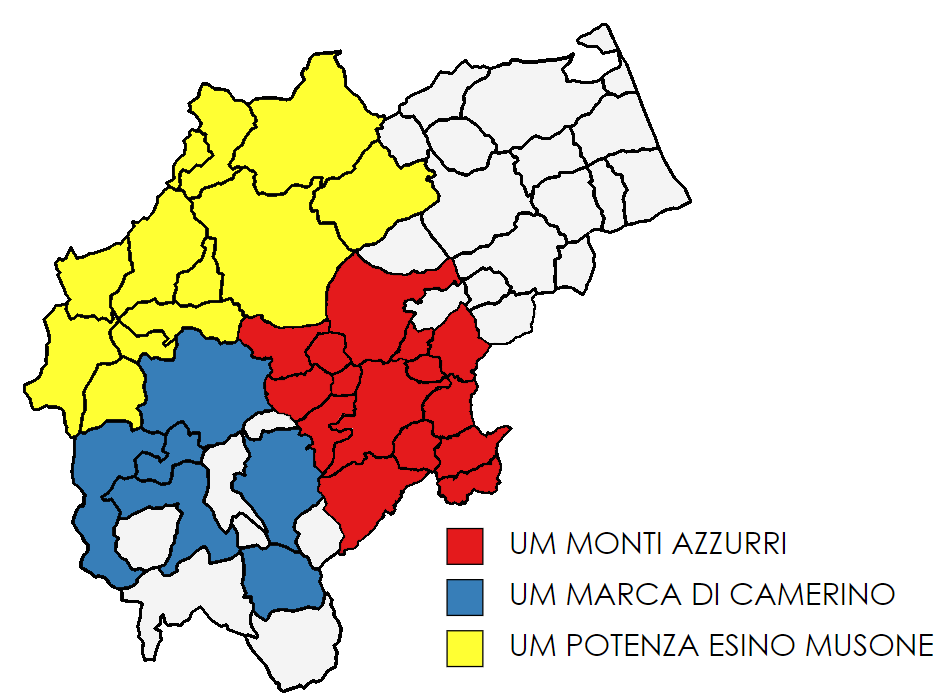
Unioni Comuni Macerata

#### Provincia di Macerata
- Unione Montana dei Monti Azzurri
- Unione Montana Marca di Camerino
- Unione Montana Potenza Esino Musone

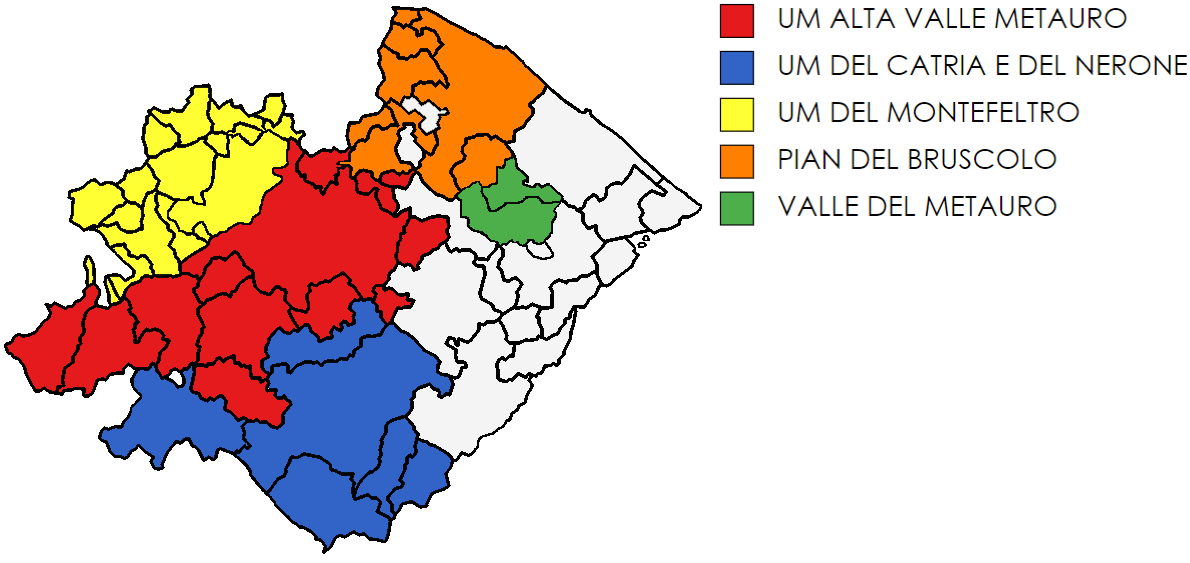
Unioni Comuni Pesaro Urbino

#### Provincia di Pesaro e Urbino
- Unione montana Alta valle del Metauro
- Unione montana del Catria e Nerone
- Unione montana del Montefeltro
- Unione Pian del Bruscolo
- Unione Valle del Metauro

### Molise

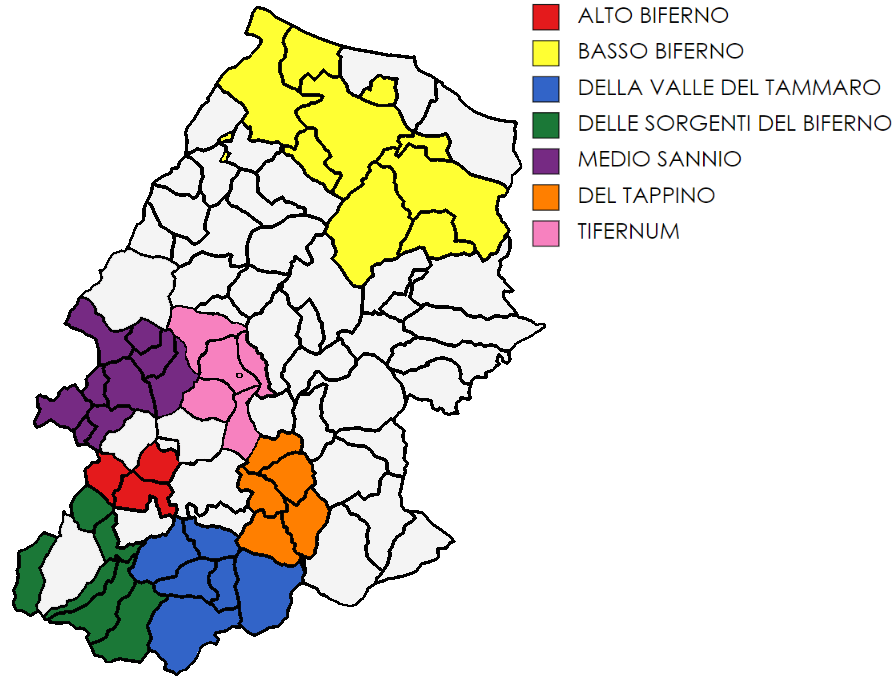
Unioni Comuni Campobasso

#### Provincia di Campobasso
- Unione dei comuni Alto Biferno
- Unione dei comuni del Basso Biferno
- Unione dei comuni della Valle del Tammaro
- Unione dei comuni delle Sorgenti del Biferno

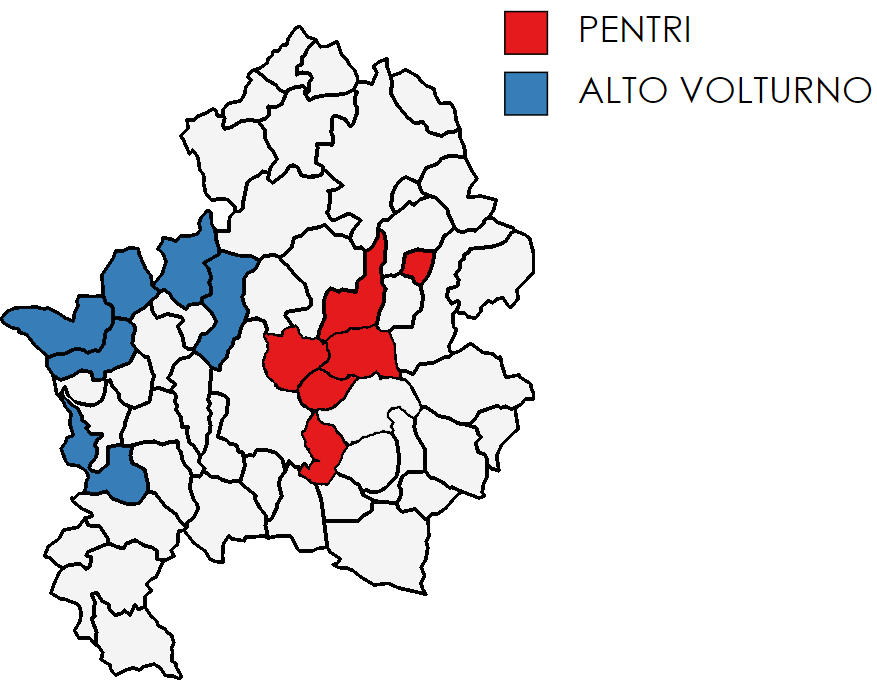
Unioni Comuni Isernia

- Unione dei comuni Medio Sannio
- Unione dei comuni del Tappino
- Unione dei comuni Tifernum

#### Provincia di Isernia
- Unione dei comuni Pentri
- Unione dei comuni dell'Alto Volturno

### Piemonte

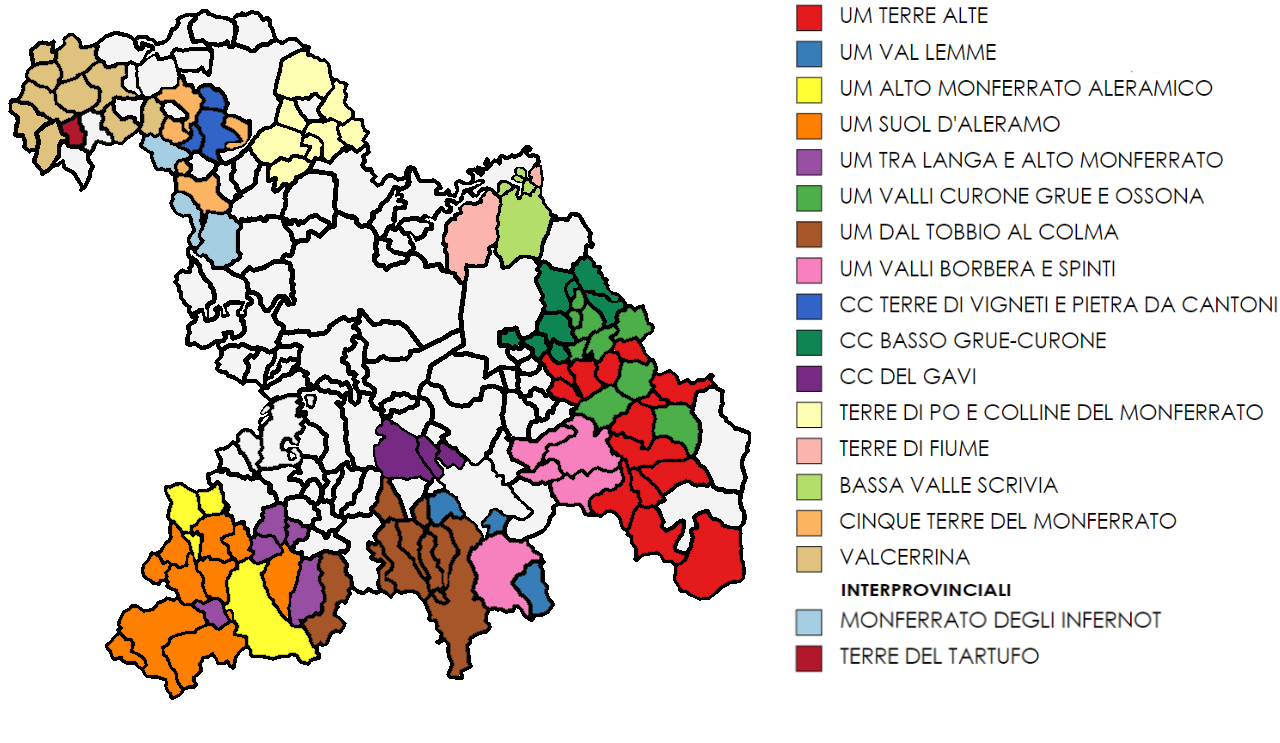
Unioni Comuni Alessandria

#### Provincia di Alessandria
- Unione Montana Terre Alte
- Unione Montana Val Lemme
- Unione Montana Alto Monferrato Aleramico
- Unione Montana Suol d'Aleramo
- Unione Montana tra Langa e Alto Monferrato
- Unione Montana Valli Curone Grue e Ossona
- Unione Montana dal Tobbio al Colma
- Unione Montana Valli Borbera e Spinti
- Comunità Collinare Terre di Vigneti e Pietra da Cantoni
- Comunità Collinare Basso Grue-Curone
- Comunità Collinare del Gavi
- Unione dei comuni Terre di Po e Colline del Monferrato
- Unione dei comuni Terre di Fiume
- Unione dei comuni Bassa Valle Scrivia
- Unione Cinque Terre del Monferrato
- Unione dei comuni della Valcerrina
- Unione dei comuni il Monferrato degli Infernot (Interprovinciale con Asti)

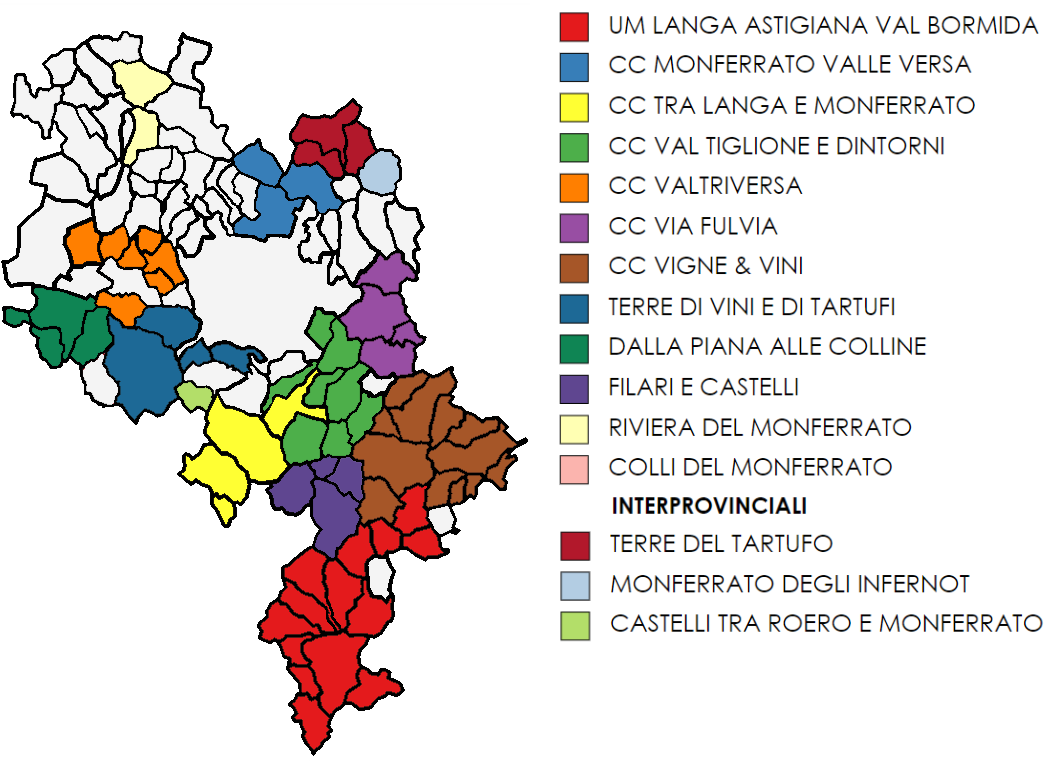
Unioni Comuni Asti

#### Provincia di Asti
- Unione Montana Langa Astigiana Val Bormida
- Comunità Collinare tra Langa e Monferrato
- Comunità Collinare Val Tiglione e Dintorni
- Comunità Collinare Valtriversa
- Comunità Collinare Via Fulvia
- Comunità Collinare Vigne & Vini
- Comunità Collinare Monferrato Valle Versa
- Unione dei comuni Terre di vini e di tartufi

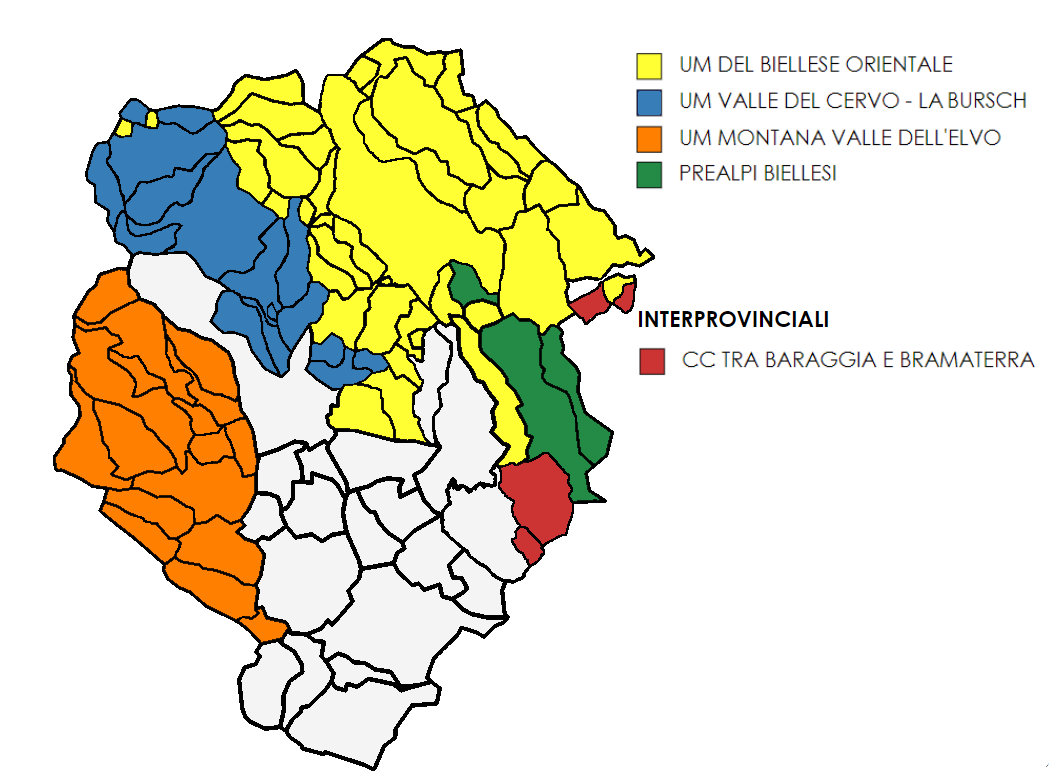
Unioni Comuni Biella

- Unione dei comuni Filari e Castelli
- Unione dei comuni Riviera del Monferrato
- Unione di Comuni Monferrato e Pianalto Astigiano
- Unione dei comuni Terre del Tartufo (Interprovinciale con Alessandria)

#### Provincia di Biella
- Unione montana del Biellese Orientale
- Unione montana Valle del Cervo-La Bürsch
- Unione montana Valle dell'Elvo
- Unione dei comuni Prealpi Biellesi
- Comunità collinare Tra Baraggia e Bramaterra (Interprovinciale con Vercelli)

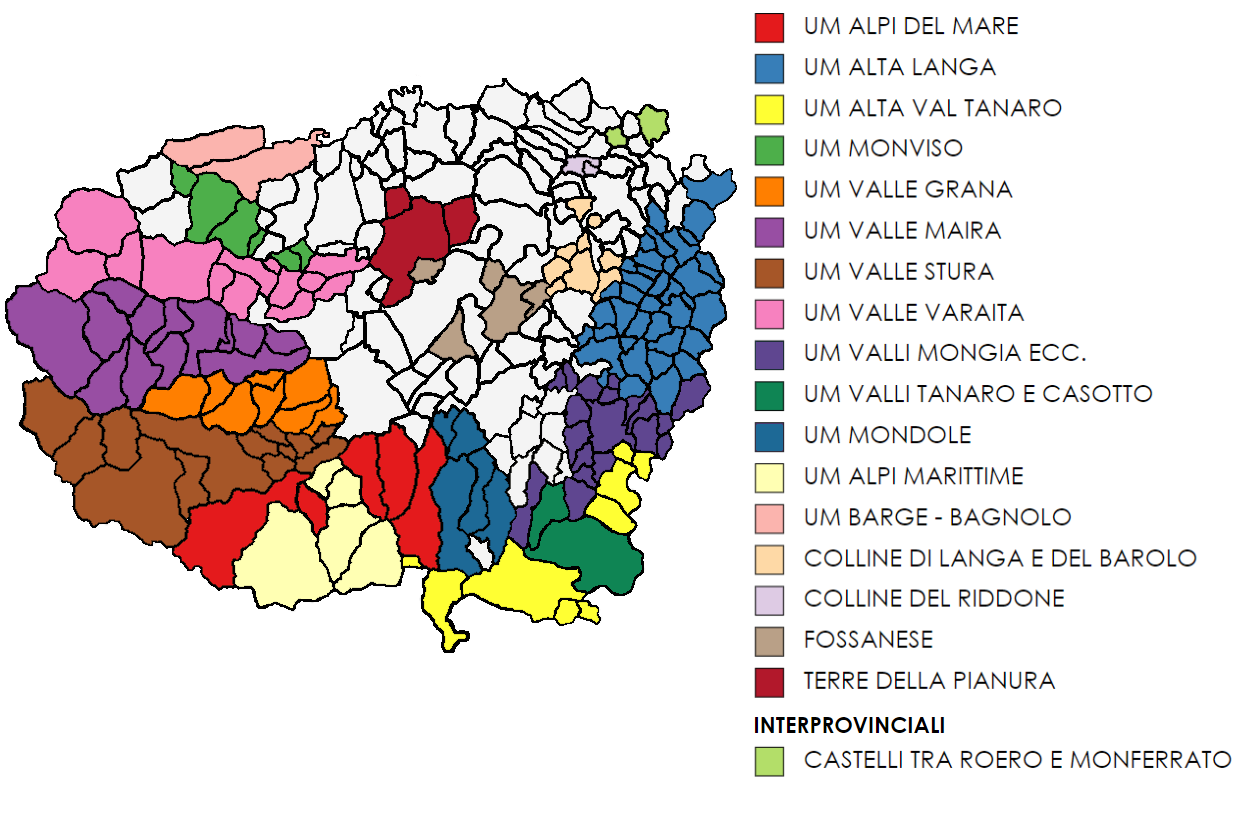
Unioni Comuni Cuneo

#### Provincia di Cuneo
- Unione montana Alpi del Mare
- Unione montana Alta Langa
- Unione montana Alta Val Tanaro
- Unione montana del Monviso
- Unione montana Valle Grana
- Unione montana Valle Maira
- Unione montana Valle Stura
- Unione montana Valle Varaita
- Unione montana delle Valli Mongia e Cevetta-Langa Cebana-Alta Valle Bormida
- Unione montana Valli Tanaro e Casotto
- Unione montana Mondole
- Unione montana Alpi Marittime
- Unione montana Barge - Bagnolo
- Unione dei comuni Colline di Langa e del Barolo
- Unione Colline del Riddone
- Unione dei comuni del Fossanese
- Unione dei comuni Terre della Pianura
- Unione dei comuni Castelli tra Roero e Monferrato (Interprovinciale con Asti)

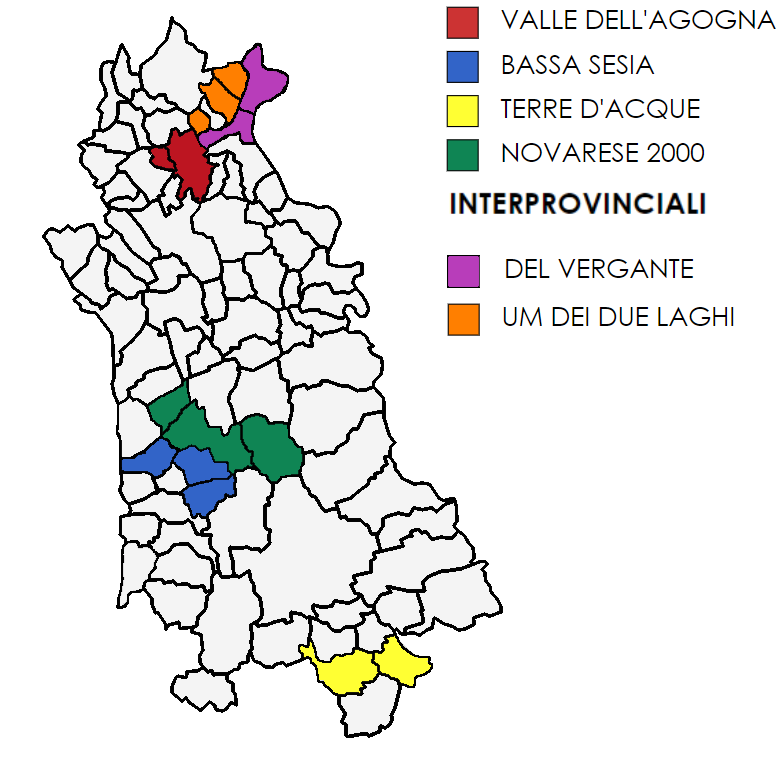
Unioni Comuni Novara

#### Provincia di Novara
- Unione dei comuni Valle dell'Agogna
- Unione dei comuni Bassa Sesia
- Unione dei comuni Novarese 2000
- Unione montana dei due Laghi (Interprovinciale con VCO)

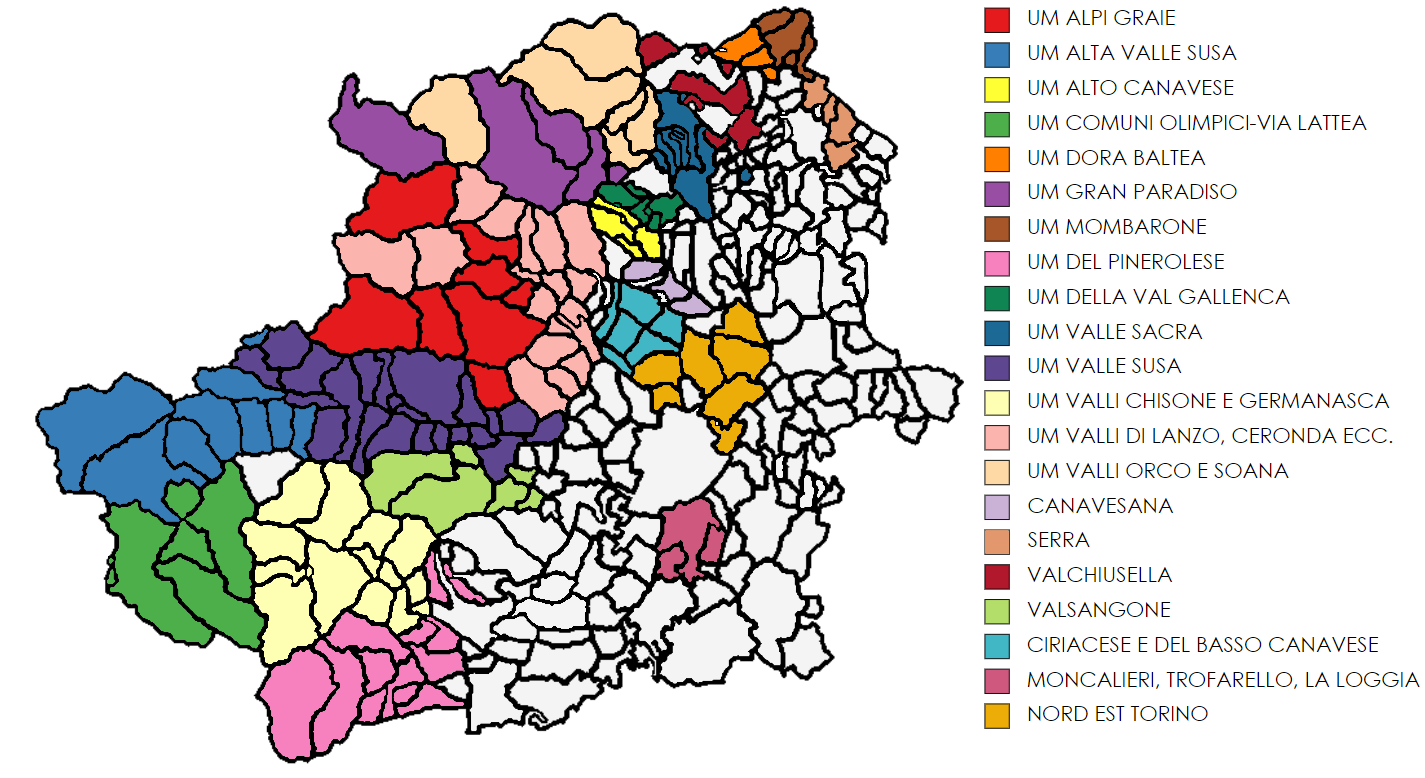
Unioni Comuni Torino

#### Città metropolitana di Torino
- Unione montana Alpi Graie
- Unione montana dell'Alta Valle Susa
- Unione montana Alto Canavese
- Unione montana Comuni Olimpici-Via Lattea
- Unione montana Dora Baltea
- Unione montana Gran Paradiso
- Unione montana Mombarone
- Unione Montana del Pinerolese
- Unione montana della Val Gallenca
- Unione montana Valle Sacra
- Unione montana Valle Susa
- Unione montana Valli Chisone e Germanasca
- Unione montana Valli di Lanzo, Ceronda e Casternone
- Unione montana Valli Orco e Soana
- Unione dei comuni della Serra
- Unione dei comuni montani Valchiusella
- Unione dei comuni montani Valsangone
- Unione dei comuni del Ciriacese e del Basso Canavese
- Unione dei comuni Moncalieri - Trofarello - La Loggia

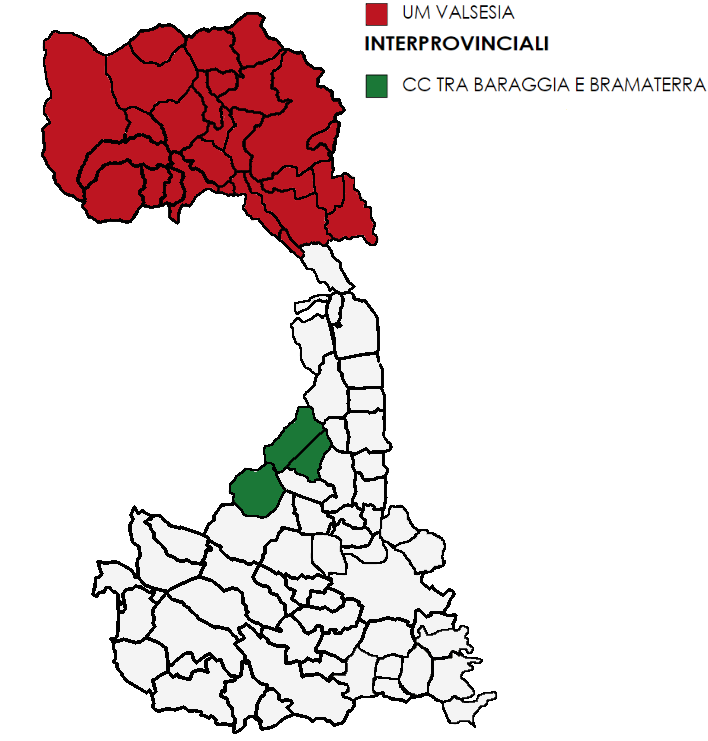
Unioni Comuni Vercelli

- Unione dei comuni Nord Est Torino

#### Provincia di Vercelli
- Unione montana dei comuni della Valsesia[12]

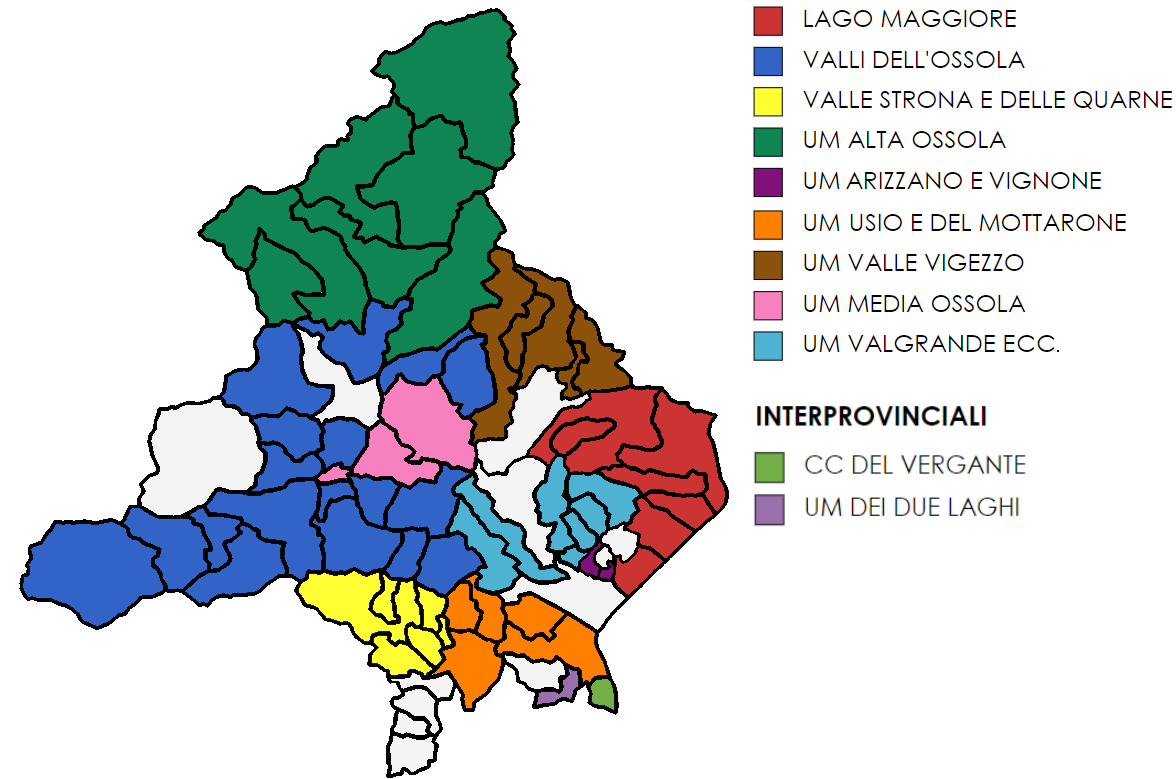
Unioni Comuni VCO

#### Provincia del Verbano-Cusio-Ossola
- Unione di comuni del Lago Maggiore
- Unione montana di comuni Alta Ossola
- Unione montana di comuni di Arizzano, Premeno e Vignone
- Unione montana di comuni del Cusio e del Mottarone
- Unione dei comuni montani Media Ossola
- Unione montana di comuni della Valle Strona e delle Quarne
- Unione montana di comuni della Valle Vigezzo
- Unione montana di comuni delle Valli dell'Ossola
- Unione montana di comuni Valgrande e del Lago di Mergozzo
- Unione dei comuni collinari del Vergante (Interprovinciale con Novara)

### Puglia

#### Città metropolitana di Bari
- Unione dei comuni Alta Murgia - Unicam (Gravina in Puglia, Grumo Appula, Poggiorsini, Santeramo in Colle, Toritto)

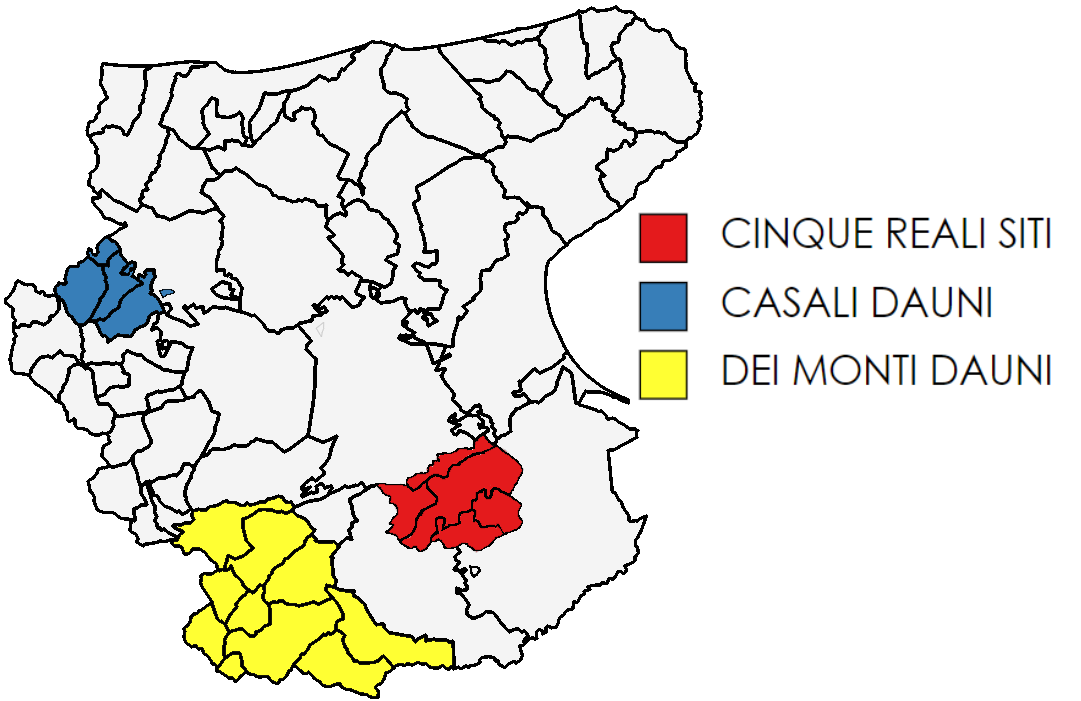
Unioni Comuni Foggia

#### Provincia di Foggia

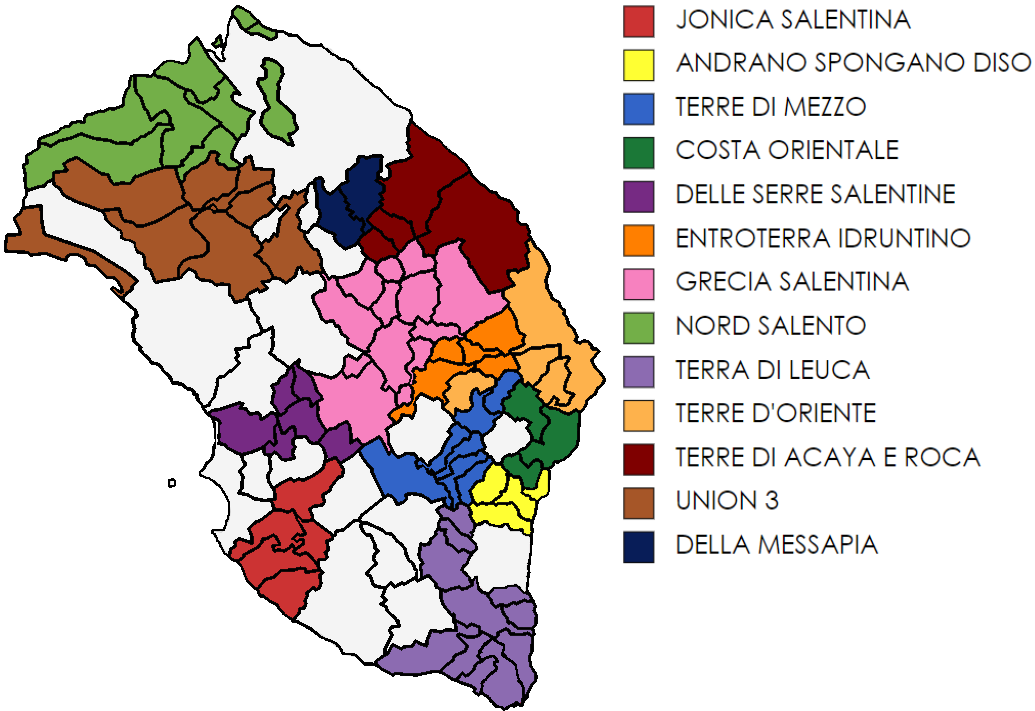
Unioni Comuni Lecce

- Unione dei Cinque reali siti
- Unione dei comuni Casali Dauni
- Unione dei comuni dei Monti Dauni

#### Provincia di Lecce
- Unione Messapia
- Unione Jonica Salentina
- Unione dei comuni di Andrano Spongano Diso

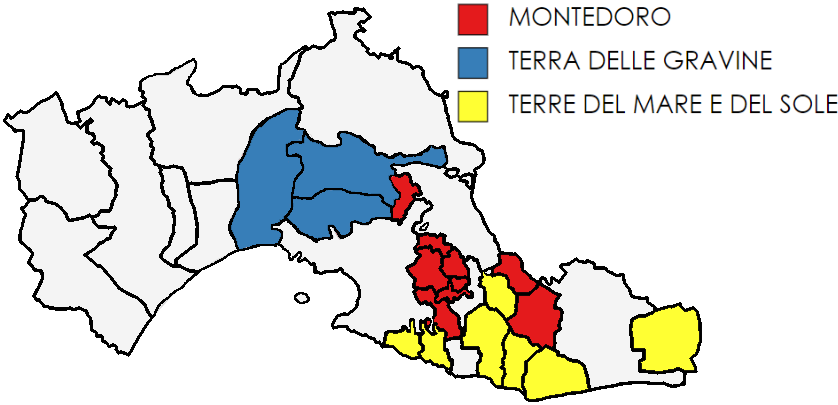
Unioni Comuni Taranto

- Unione delle Terre di Mezzo
- Unione Costa Orientale
- Unione delle Serre Salentine
- Unione Entroterra Idruntino
- Unione Grecia Salentina
- Unione Nord Salento
- Unione "Union 3"
- Unione Terra di Leuca
- Unione Terre di Acaya e di Roca
- Unione Terre d'Oriente

#### Provincia di Taranto
- Unione dei comuni di Montedoro
- Unione Terre del Mare e del Sole
- Unione dei comuni Terra delle Gravine

### Sardegna

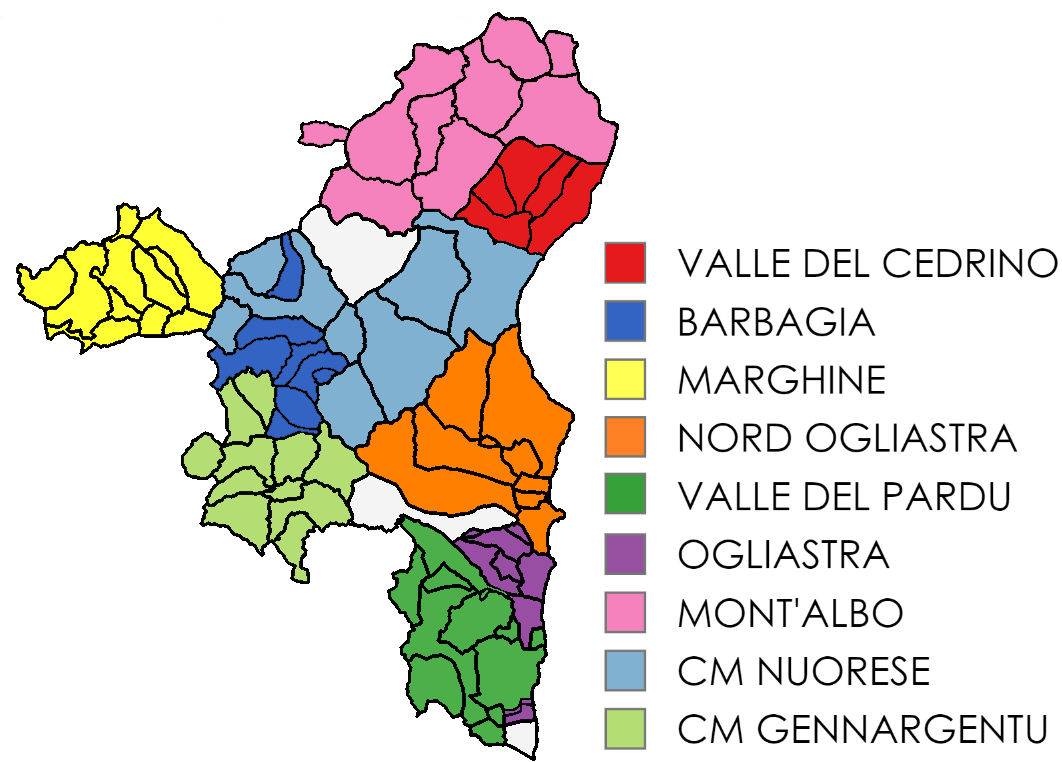
Unioni Comuni Nuoro

#### Provincia di Nuoro
- Unione dei comuni Valle del Cedrino
- Unione dei comuni Barbagia
- Unione dei comuni Marghine
- Unione dei comuni del Nord Ogliastra
- Unione dei comuni Valle del Pardu e dei Tacchi Ogliastra Meridionale
- Unione dei comuni d'Ogliastra
- Unione dei comuni del Mont'Albo
- Comunità Montana del Nuorese - Gennargentu - Supramonte - Barbagia
- Comunità Montana Gennargentu Mandrolisai

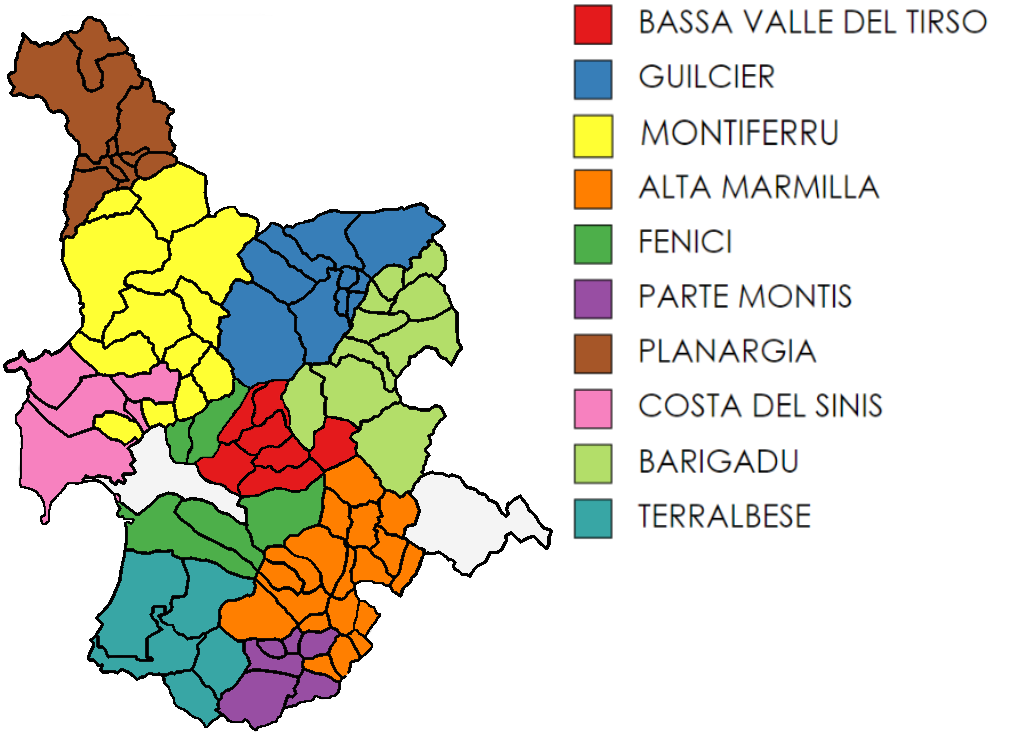
Unioni Comuni Oristano

#### Provincia di Oristano
- Unione dei Comuni della Bassa Valle del Tirso e Grighine
- Unione "Guilcier"
- Unione dei comuni Montiferru e Alto Campidano
- Unione "Alta Marmilla"
- Unione dei comuni dei Fenici
- Unione dei comuni "Parte Montis"
- Unione di comuni della Planargia
- Unione dei comuni Costa del Sinis "Terra dei Giganti"

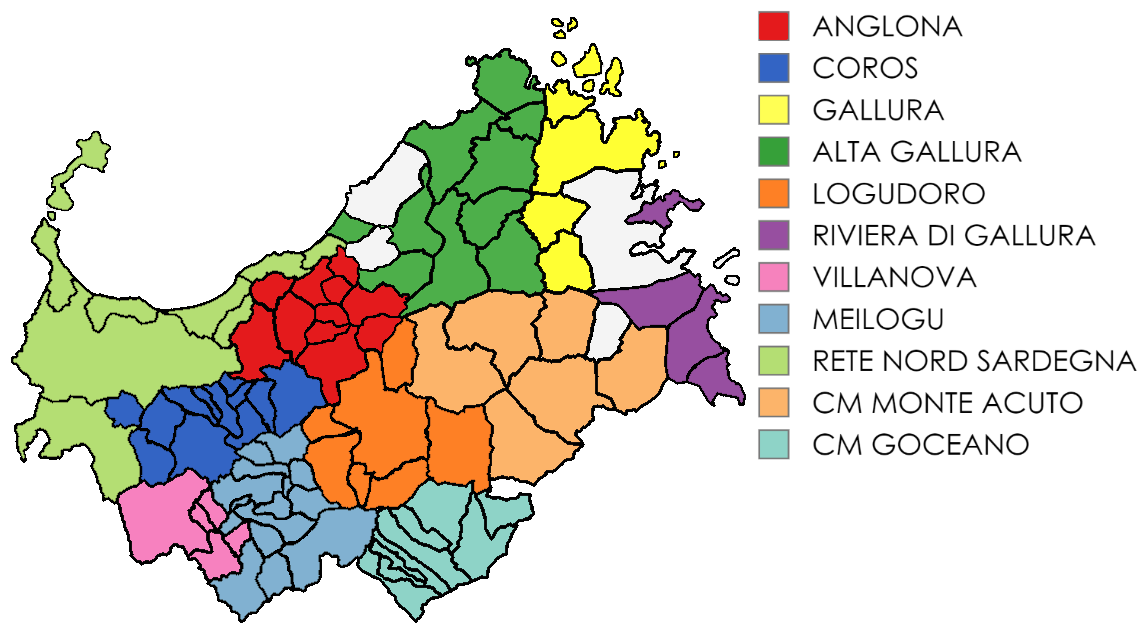
Unioni Comuni Sassari

- Unione dei comuni del Barigadu
- Unione dei comuni del Terralbese

#### Provincia di Sassari
- Unione dei comuni Anglona e della bassa valle del Coghinas
- Unione dei comuni del Coros
- Unione dei comuni Gallura
- Unione dei comuni Alta Gallura
- Unione dei comuni Logudoro
- Unione dei comuni Riviera di Gallura

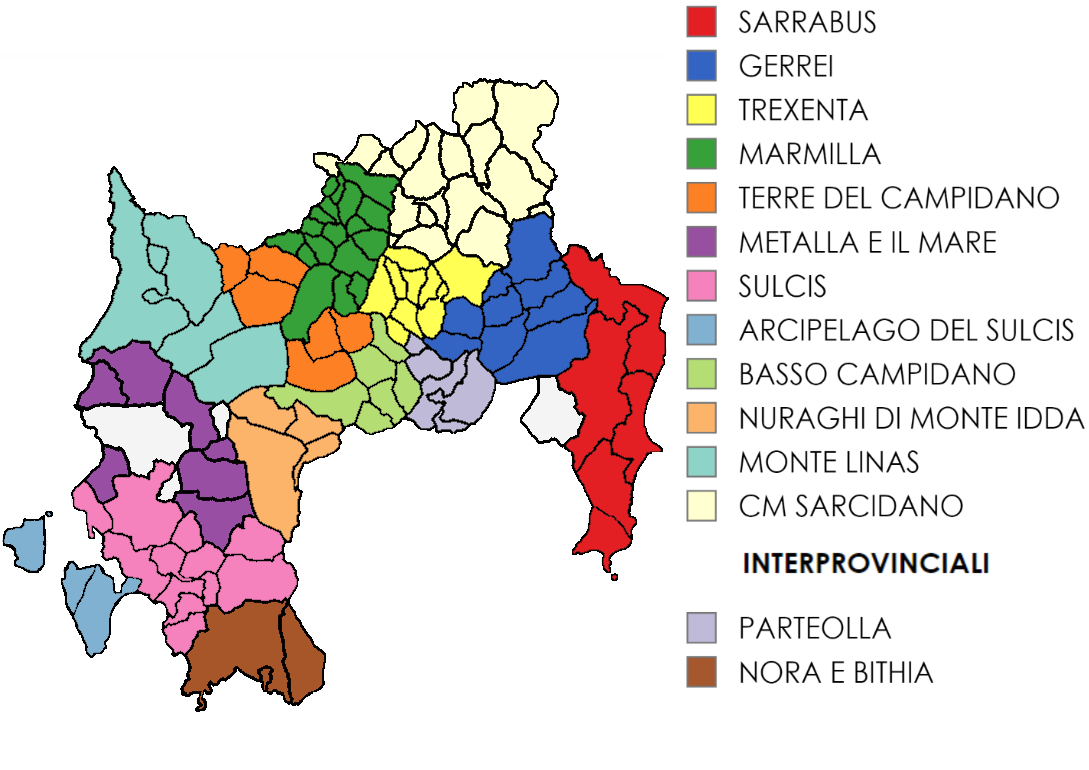
Unioni Comuni Sud Sardegna

- Unione dei comuni del Villanova
- Unione dei comuni del Meilogu
- Rete Metropolitana Nord Sardegna
- Comunità Montana del Monte Acuto
- Comunità Montana Goceano

#### Provincia del Sud Sardegna
- Unione dei comuni del Sarrabus
- Unione dei comuni del Gerrei
- Unione dei comuni della Trexenta
- Unione comuni Marmilla
- Unione dei comuni Terre del Campidano
- Unione di comuni Metalla e il Mare
- Unione dei comuni del Sulcis
- Unione di comuni Arcipelago del Sulcis
- Unione dei comuni Basso Campidano
- Unione dei comuni i Nuraghi di Monte Idda e Fanaris
- Unione di comuni Monte Linas - Dune di Piscinas
- Comunità Montana Sarcidano e Barbagia di Seulo
- Unione dei comuni del Parteolla e del Basso Campidano (Interprovinciale con Cagliari)
- Unione dei comuni di Nora e Bithia (Interprovinciale con Cagliari)

### Sicilia

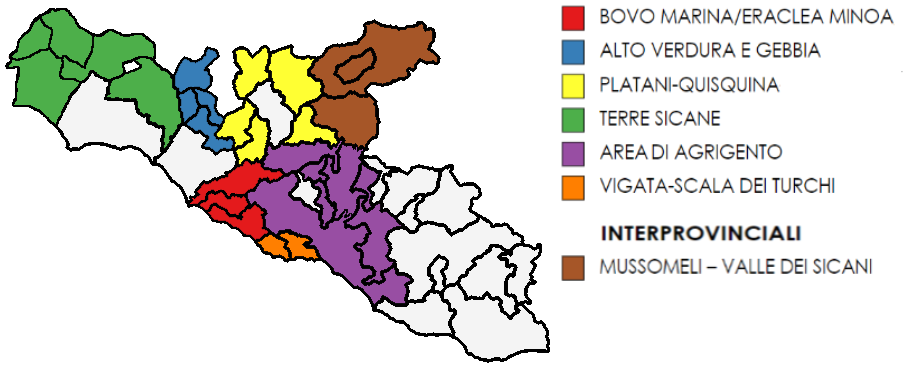
Unioni Comuni Agrigento

#### Libero consorzio comunale di Agrigento
- Unione dei comuni Bovo Marina, Eraclea Minoa, Torre Salsa
- Unione dei comuni "Alto Verdura e Gebbia"
- Unione dei comuni Platani-Quisquina-Magazzolo
- Unione dei comuni Terre Sicane
- Unione dei comuni Area Urbana Funzionale di Agrigento
- Unione di comuni Vigata-Scala dei Turchi

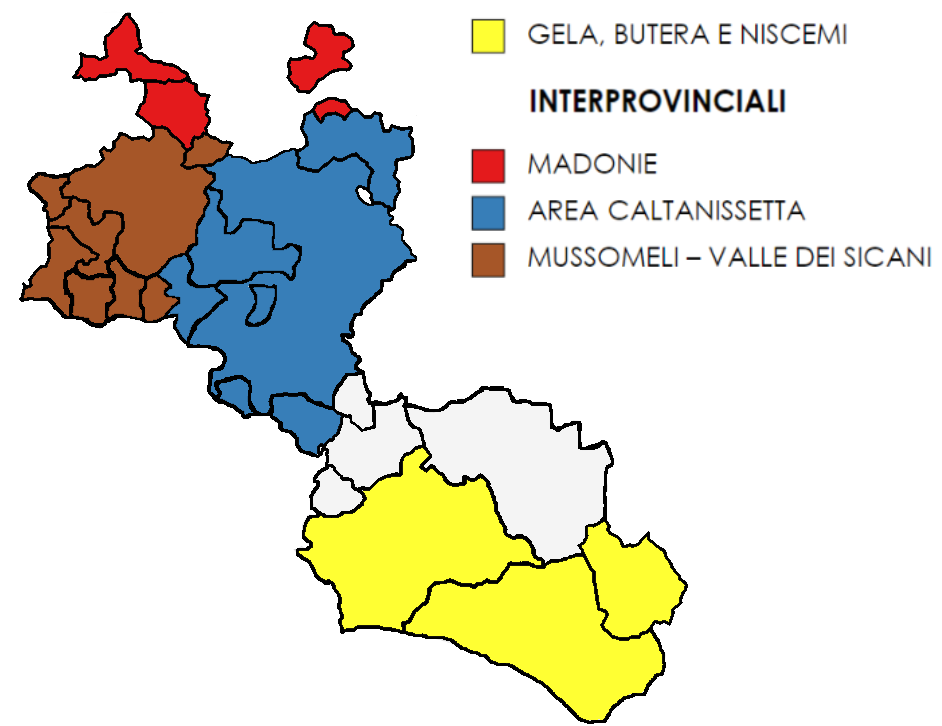
Unioni Comuni Caltanissetta

#### Libero consorzio comunale di Caltanissetta
- Unione dei Comuni di Gela, Butera e Niscemi
- Unione di comuni "Mussomeli – Valle dei Sicani" (Interprovinciale con Agrigento)
- Unione dei Comuni Area Urbana Funzionale "FUA Caltanissetta" (Interprovinciale con Enna)

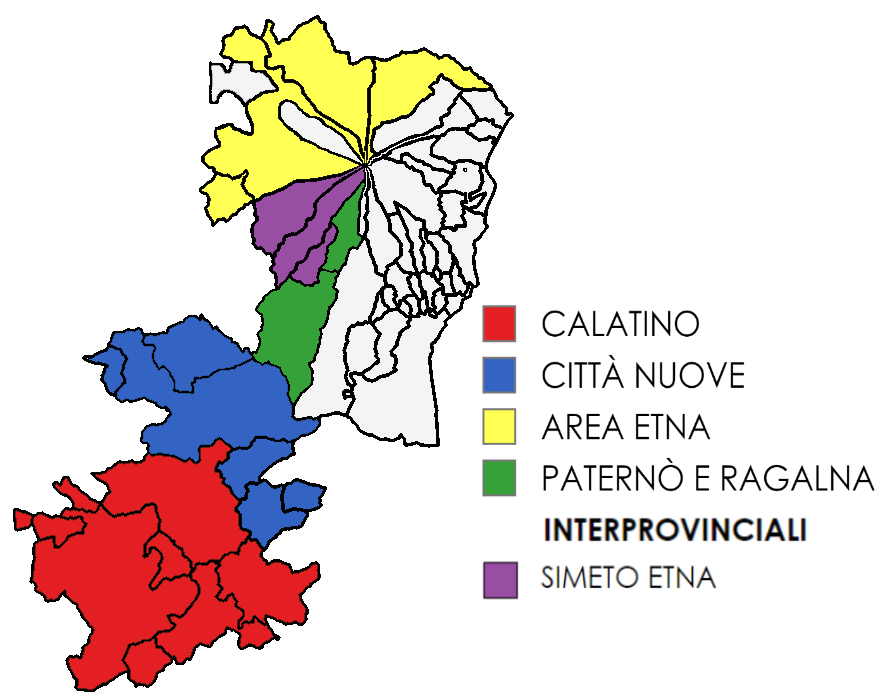
Unioni Comuni Catania

#### Città metropolitana di Catania
- Unione dei comuni del Calatino
- Unione dei Comuni "Città nuove"
- Unione dei Comuni "Area Interna Etna-Nebrodi-Alcantara"
- Unione di comuni di Paternò e Ragalna

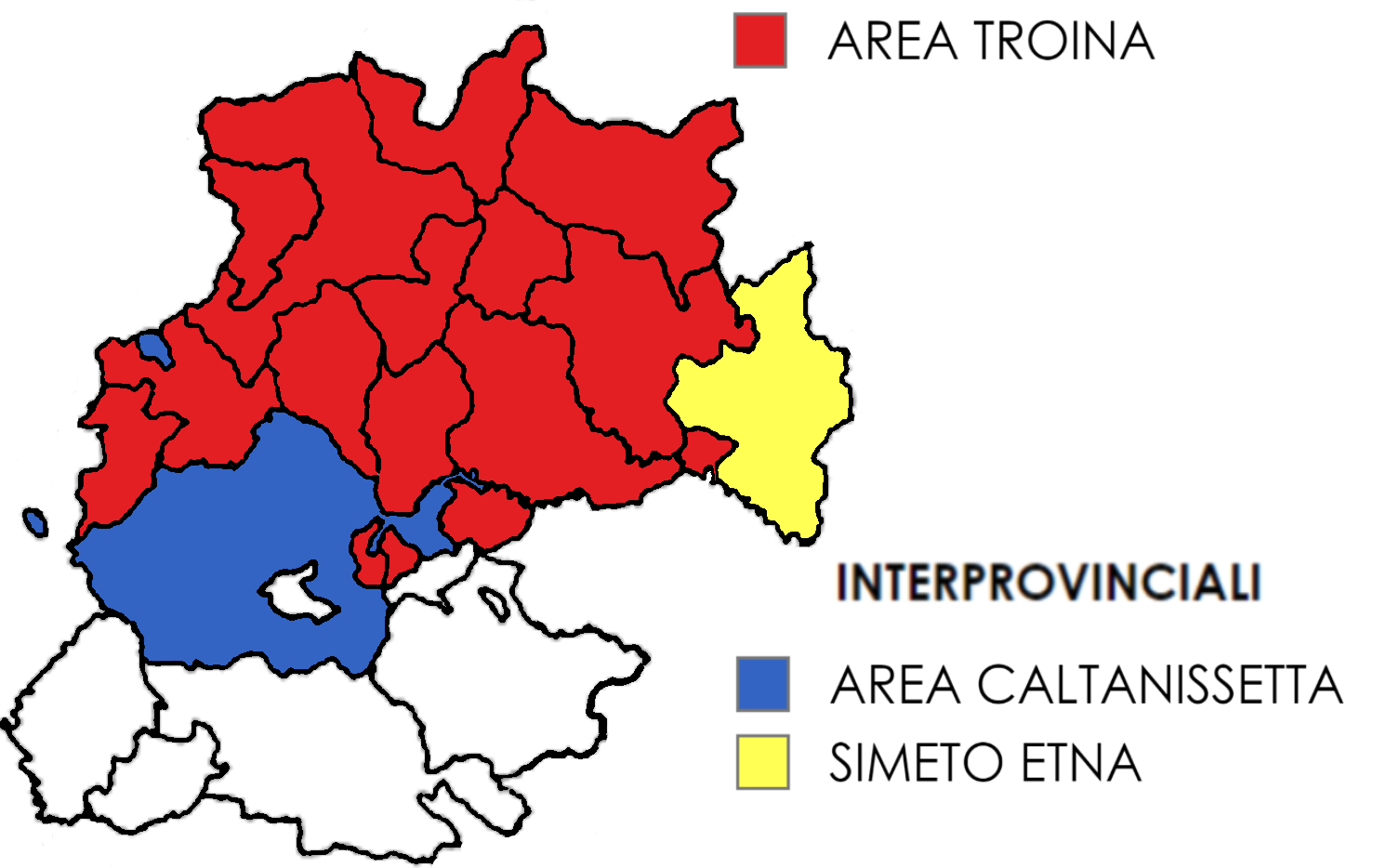
Unioni Comuni Enna

#### Libero consorzio comunale di Enna
- Unione dei Comuni dell’Area Interna di Troina
- Unione dei comuni "Simeto Etna" (Interprovinciale con Catania)
- Unione dei Comuni "Sicilia Centro Orientale"

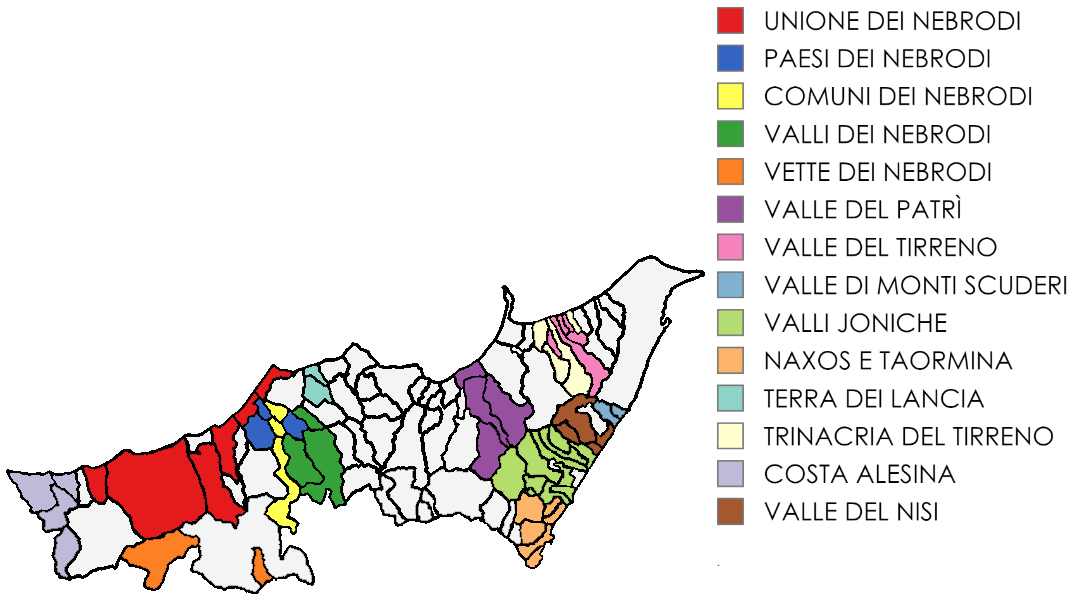
Unioni Comuni Messina

#### Città metropolitana di Messina
- Unione dei Nebrodi
- Unione dei paesi dei Nebrodi
- Unione dei comuni dei Nebrodi
- Unione Valli dei Nebrodi
- Unione Vette dei Nebrodi
- Unione Valle del Patrì
- Unione Valle del Tirreno
- Unione Valle di Monti Scuderi
- Unione dei comuni delle Valli joniche dei Peloritani
- Unione del comprensorio di Naxos e Taormina
- Unione Terra dei Lancia
- Unione della Costa e dei Monti Saraceni
- Unione Trinacria del Tirreno
- Unione Costa Alesina
- Unione Valle del Nisi - Area delle Terme

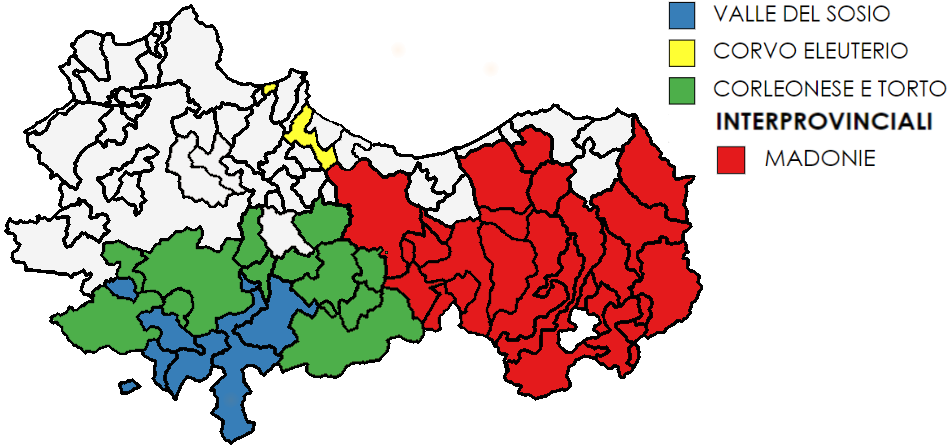
Unioni Comuni Palermo

#### Città metropolitana di Palermo
- Unione Valle del Sosio
- Unione dei comuni Corvo - Eleuterio
- Unione dei comuni del Corleonese e del Torto
- Unione di comuni Madonie (Interprovinciale con Caltanissetta)
- Unione dei comuni Besa (non rappresentata sulla mappa in quanto "sui generis"[13])

#### Libero consorzio comunale di Ragusa
- Unione dei comuni "Ibleide" (Chiaramonte Gulfi, Giarratana e Monterosso Almo)

#### Libero consorzio comunale di Siracusa
- Unione dei comuni Valle degli Iblei

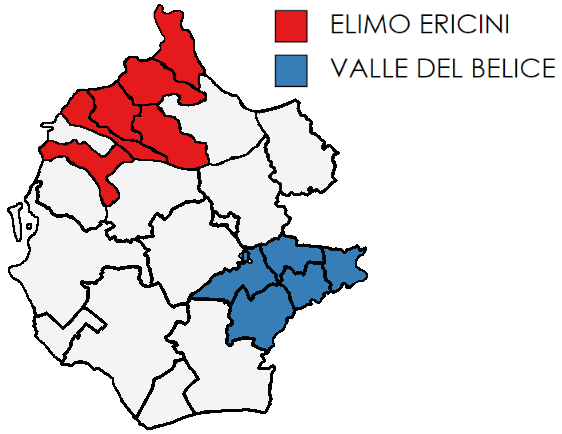
Unioni Comuni Trapani

#### Libero consorzio comunale di Trapani
- Unione dei comuni Elimo-Ericini
- Unione Valle del Belice

### Toscana
Le unioni di comuni in Toscana, ai sensi dell'articolo 24, della legge regionale 27 dicembre 2011, n. 68 possono essere costituite esclusivamente da comuni dello stesso ambito, devono avere un numero minimo di tre comuni e devono raggiungere il limite demografico minimo di 10 000 abitanti.
Nel territorio della Regione Toscana non possono essere costituite unioni con la medesima denominazione. La denominazione identifica esclusivamente il territorio dell'unione.

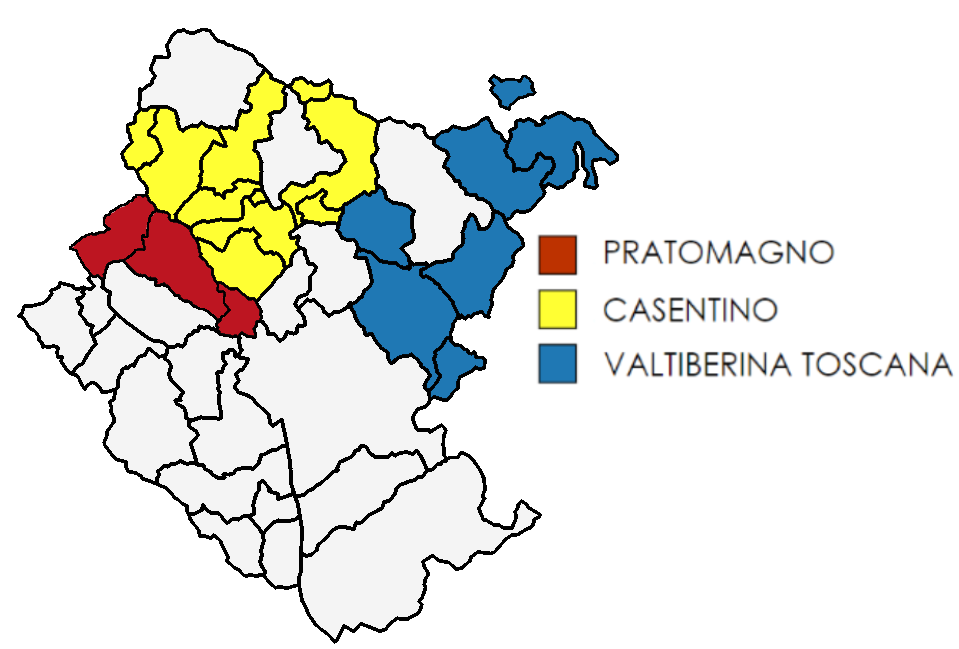
Unioni Comuni Arezzo

#### Provincia di Arezzo
- Unione dei comuni del Pratomagno
- Unione dei comuni montani del Casentino
- Unione montana dei comuni della Valtiberina Toscana

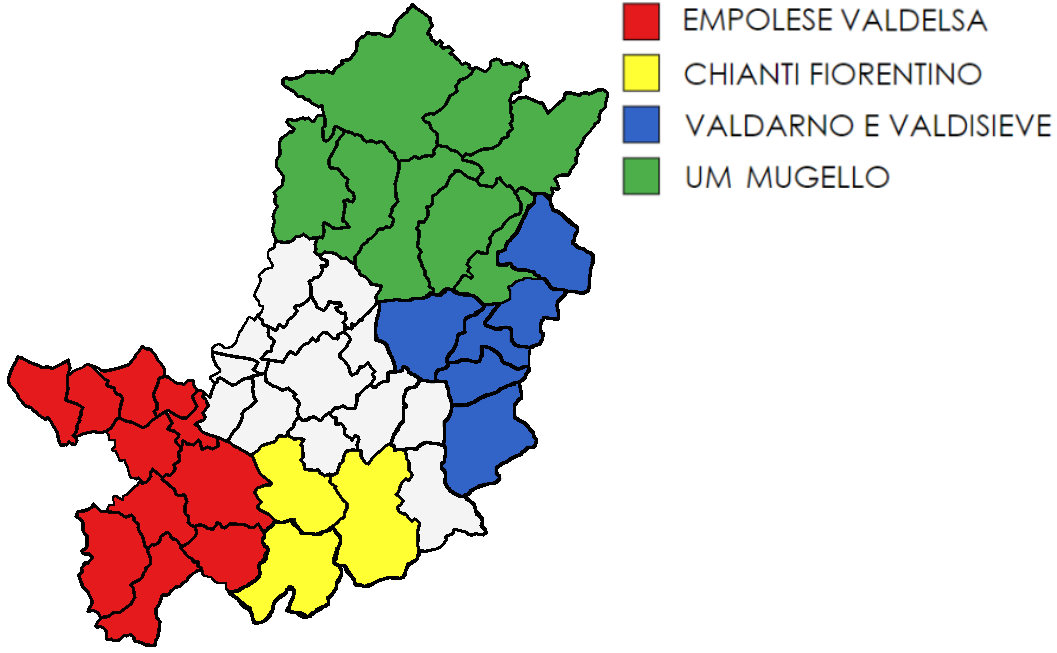
Unioni Comuni Firenze

#### Città metropolitana di Firenze
- Unione dei comuni Circondario dell'Empolese Valdelsa
- Unione comunale del Chianti Fiorentino
- Unione montana dei comuni del Mugello
- Unione di comuni Valdarno e Valdisieve

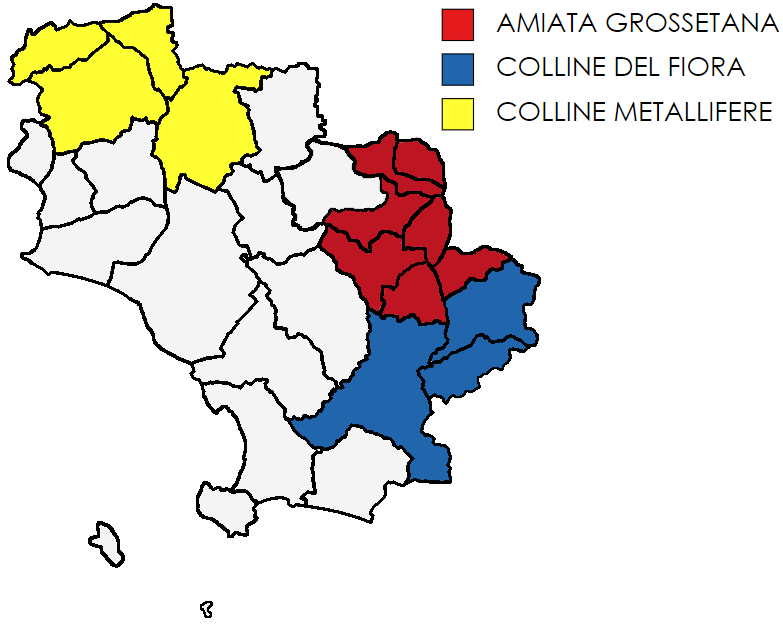
Unioni Comuni Grosseto

#### Provincia di Grosseto
- Unione dei comuni montani Amiata Grossetana
- Unione dei comuni montani Colline del Fiora
- Unione di comuni montana Colline Metallifere

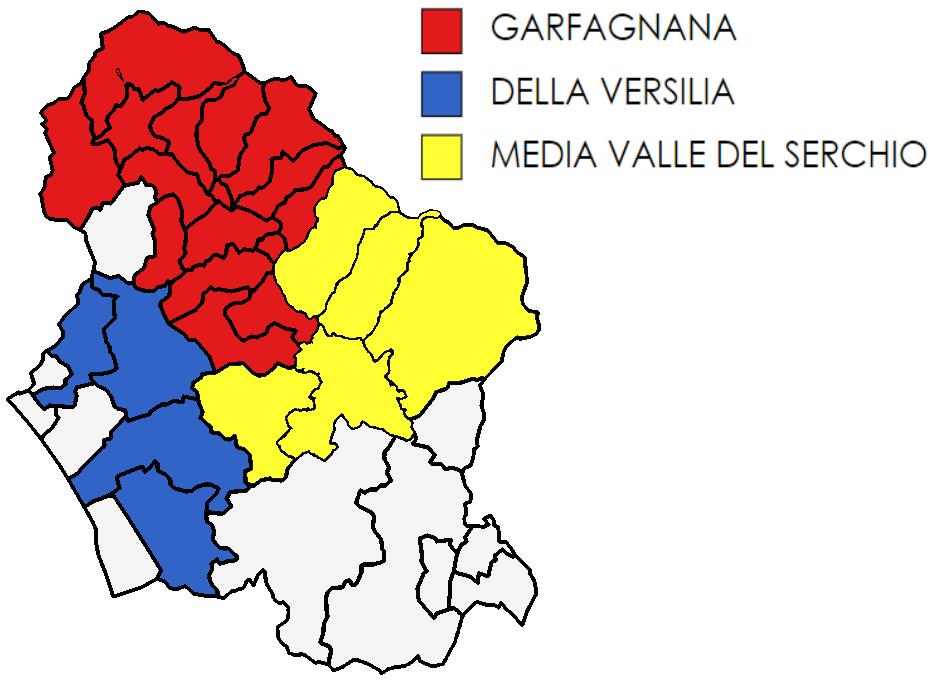
Unioni Comuni Lucca

#### Provincia di Lucca
- Unione Comuni Garfagnana
- Unione dei comuni della Media Valle del Serchio

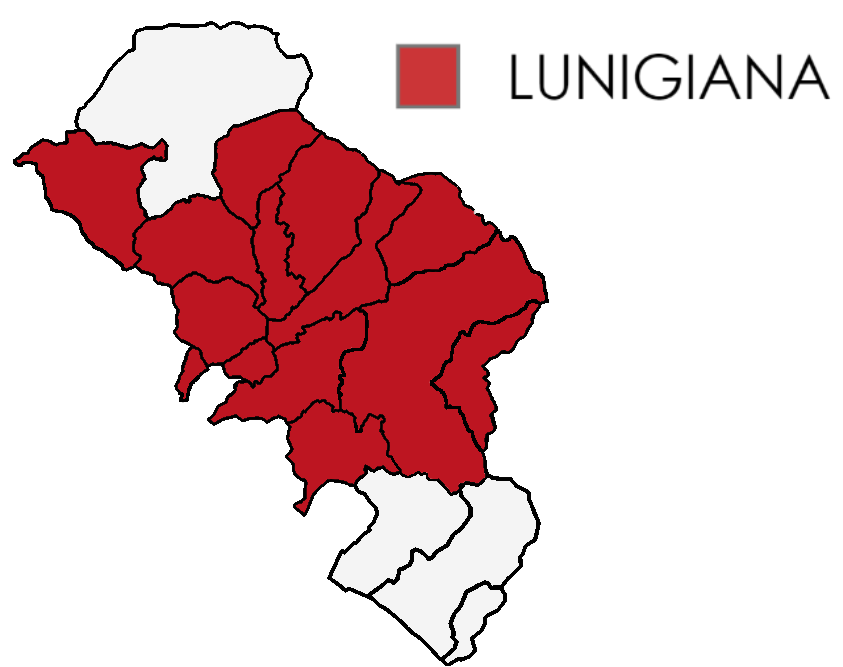
Unioni Comuni Massa Carrara

- Unione dei comuni della Versilia

#### Provincia di Massa e Carrara
- Unione di comuni Montana Lunigiana

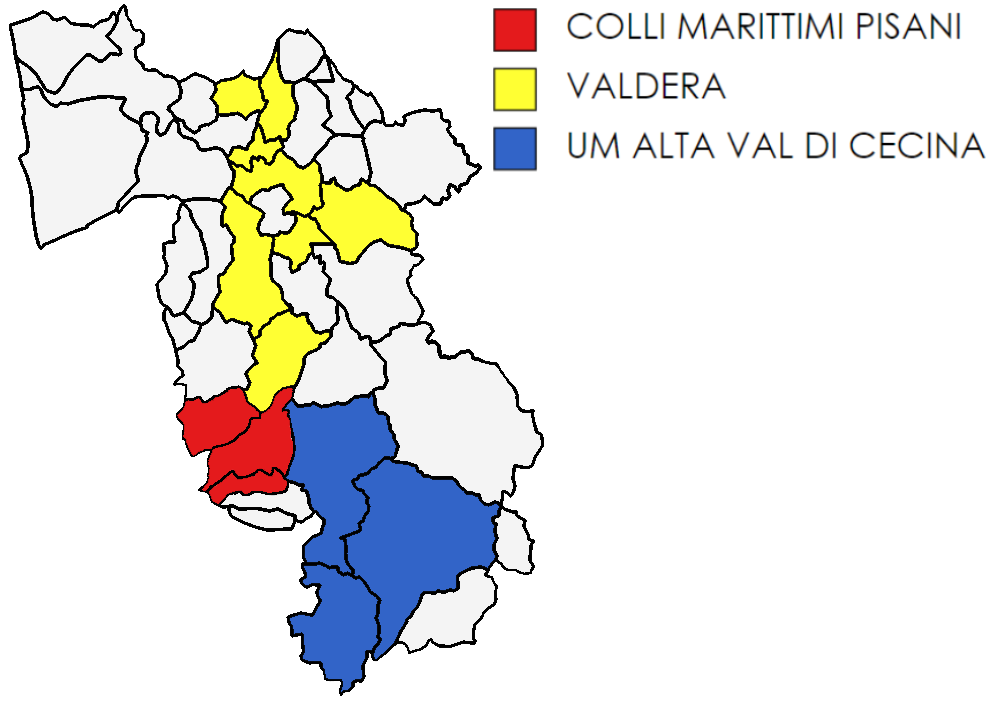
Unioni Comuni Pisa

#### Provincia di Pisa
- Unione montana Alta Val di Cecina
- Unione Valdera
- Unione dei comuni Colli Marittimi Pisani

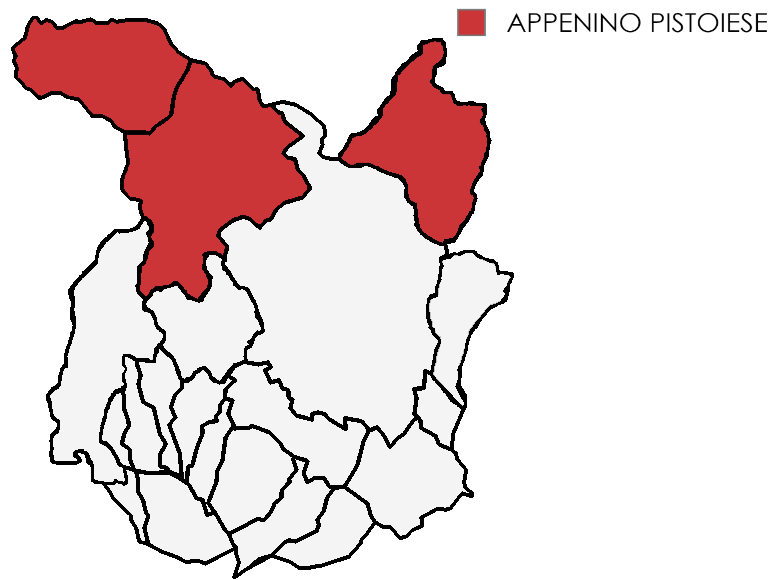
Unioni Comuni Pistoia

#### Provincia di Pistoia
- Unione di comuni montani Appennino Pistoiese

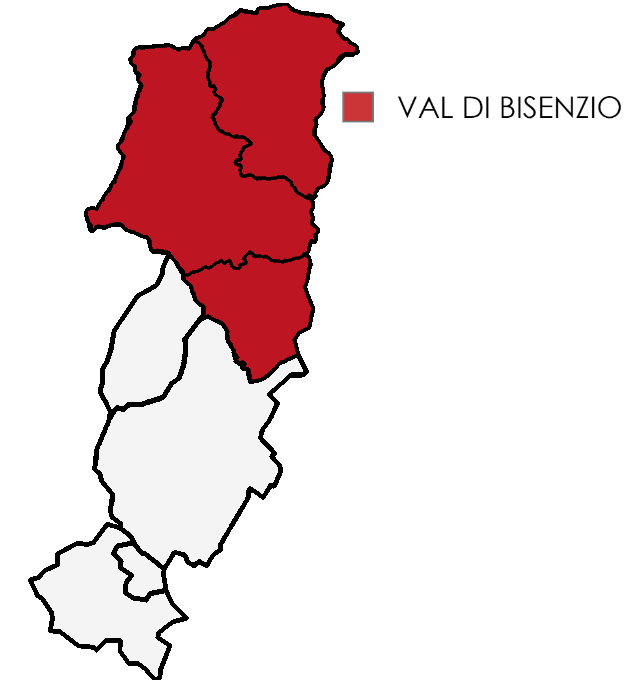
Unioni Comuni Prato

#### Provincia di Prato
- Unione dei comuni della Val di Bisenzio

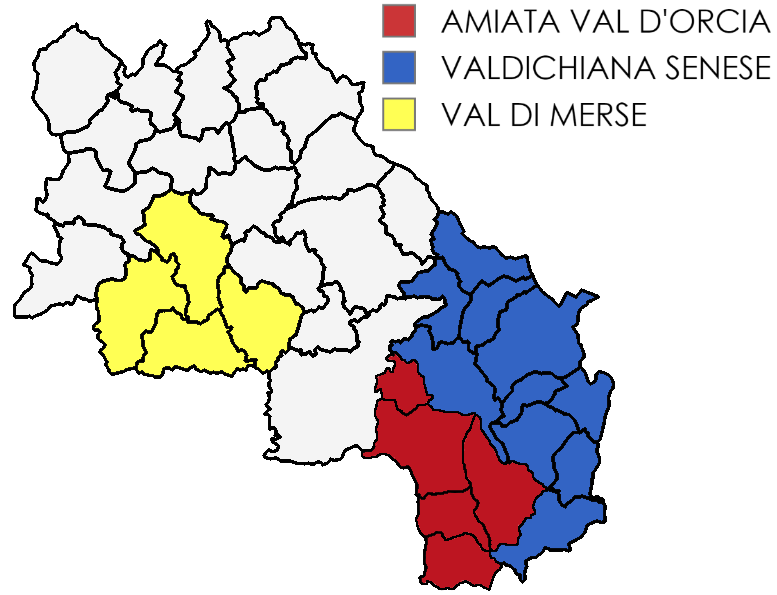
Unioni Comuni Siena

#### Provincia di Siena
- Unione dei comuni Amiata Val d'Orcia
- Unione dei comuni della Valdichiana Senese
- Unione dei comuni della Val di Merse

### Trentino Alto Adige
Le regioni a statuto speciale e le Province Autonome di Trento e Bolzano godono di una competenza legislativa primaria in materia di ordinamento degli enti locali, nella quale trovano spazio disposizioni in materia di Unioni e di altre forme associative ad esse equiparabili, le Comunità comprensoriali (dette Comunità di valle in Trentino).

#### Provincia Autonoma di Trento
- Unione dell'Alta Anaunia (Cavareno e Romeno)

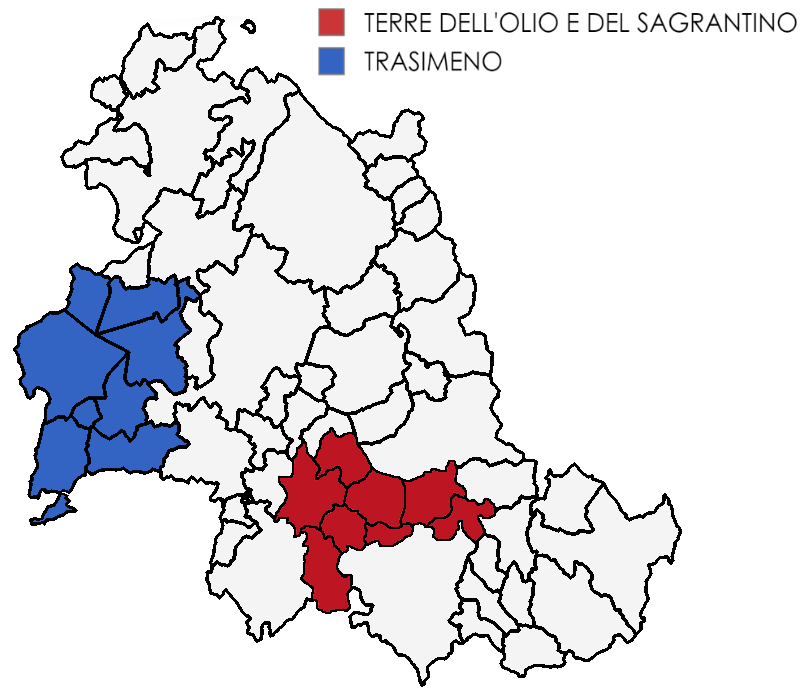
Unioni Comuni Perugia

### Umbria

#### Provincia di Perugia
- Unione "Terre dell'olio e del sagrantino"
- Unione dei comuni del Trasimeno

### Valle d'Aosta

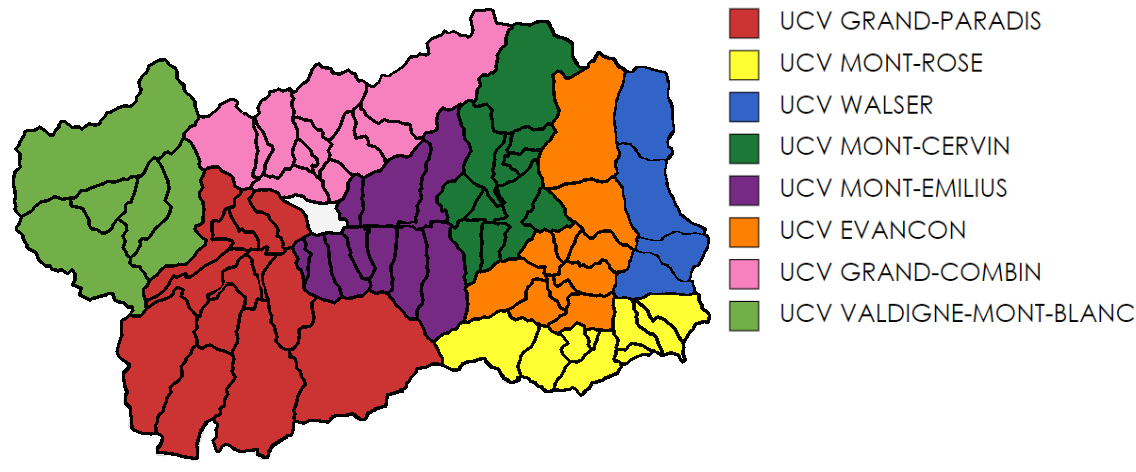
Unités des Communes valdôtaines.

Le comunità montane valdostane vengono sostituite nel 2015 ai sensi della legge regionale n.6 del 5 agosto 2014 dalle Unités des Communes valdôtaines.
- Unité des Communes valdôtaines Valdigne-Mont-Blanc
- Unité des Communes valdôtaines Grand-Paradis
- Unité des Communes valdôtaines Grand-Combin
- Unité des Communes valdôtaines Mont-Émilius
- Unité des Communes valdôtaines Mont-Cervin
- Unité des Communes valdôtaines Évançon
- Unité des Communes valdôtaines Mont-Rose
- Unité des Communes valdôtaines Walser

### Veneto
In Veneto, un particolare tipo di unione di comuni sono le unioni montane, una speciale categoria di enti locali istituita con le leggi 40/2012 e 49/2012 per fondere assieme le competenze delle unioni di comuni con quelle delle preesistenti comunità montane.

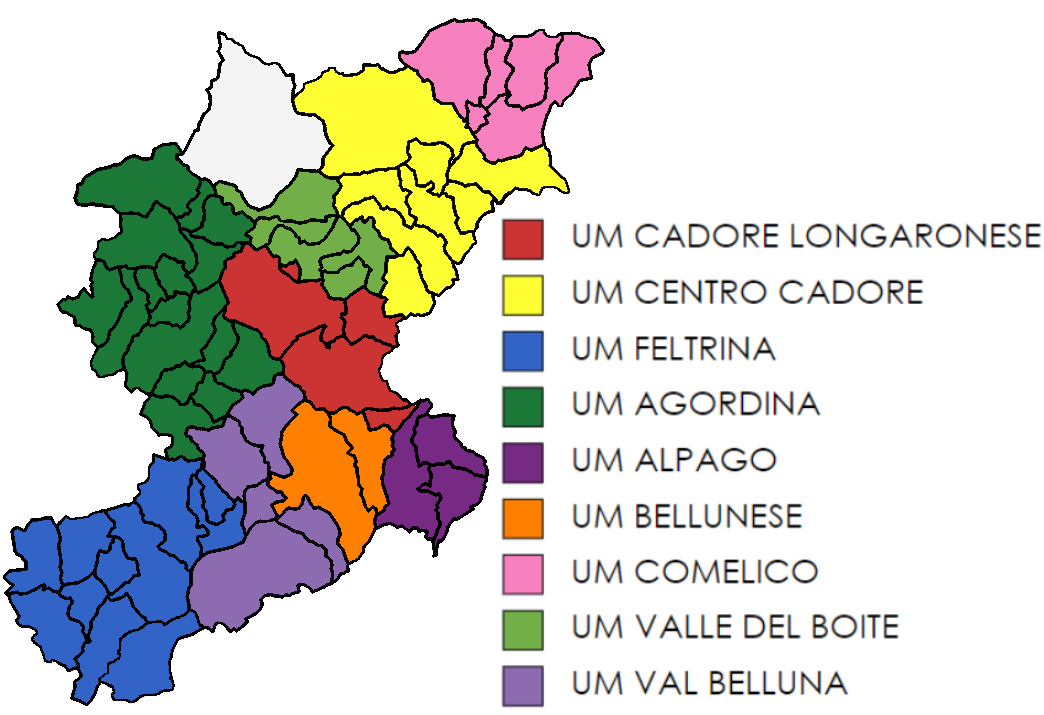
Unioni Comuni Belluno

#### Provincia di Belluno
- Unione montana Cadore Longaronese Zoldo
- Unione montana Centro Cadore
- Unione montana Feltrina (Interprovinciale con Treviso)

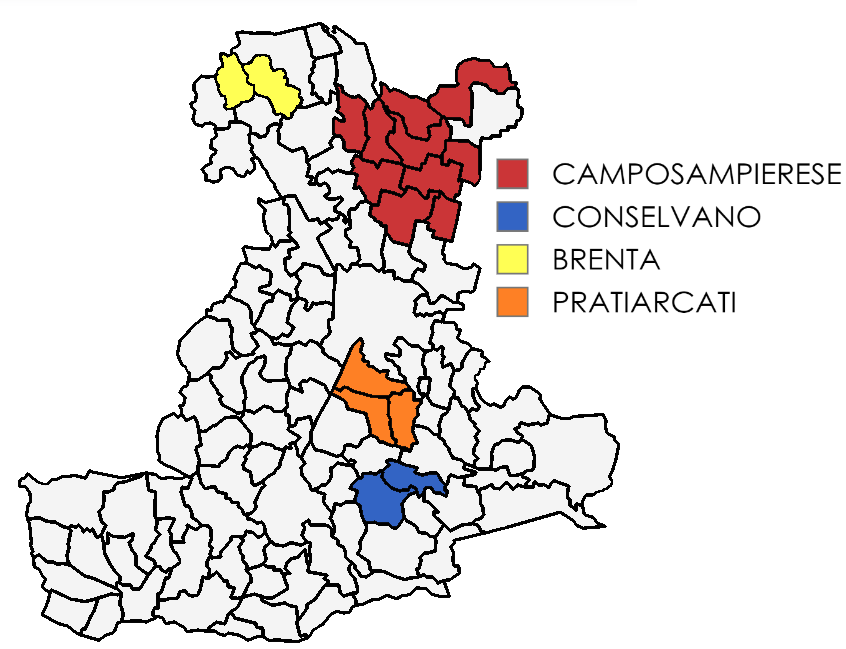
Unioni Comuni Padova

- Unione montana Agordina
- Unione montana Alpago
- Unione montana Bellunese
- Unione montana Comelico
- Unione montana Valle del Boite
- Unione montana Val Belluna

#### Provincia di Padova
- Federazione dei comuni del Camposampierese

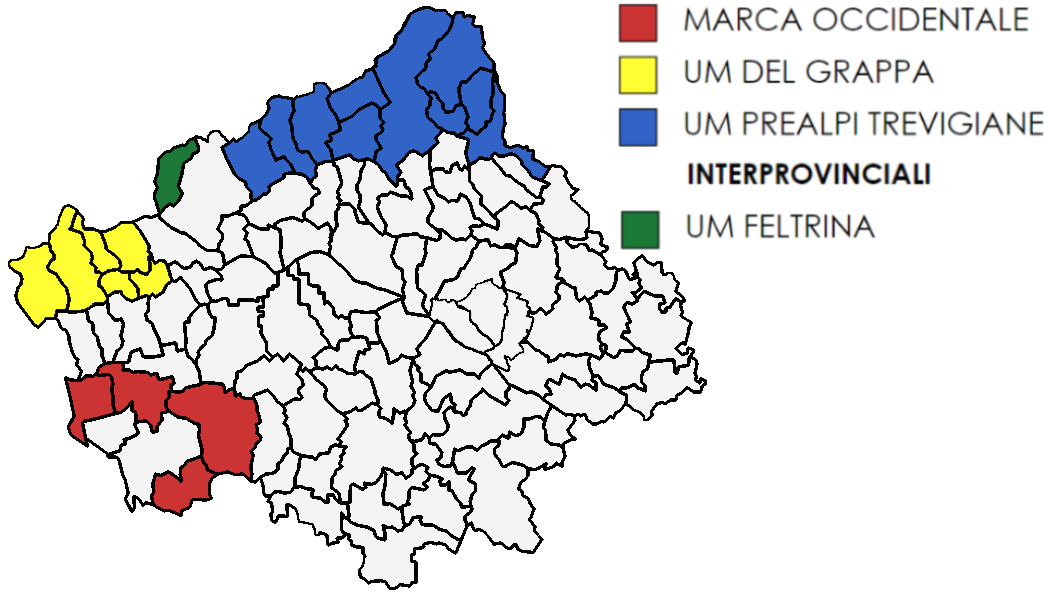
Unioni Comuni Treviso

- Unione dei comuni del Conselvano
- Unione dei comuni del Brenta
- Unione Pratiarcati

#### Provincia di Treviso
- Unione dei comuni della Marca Occidentale

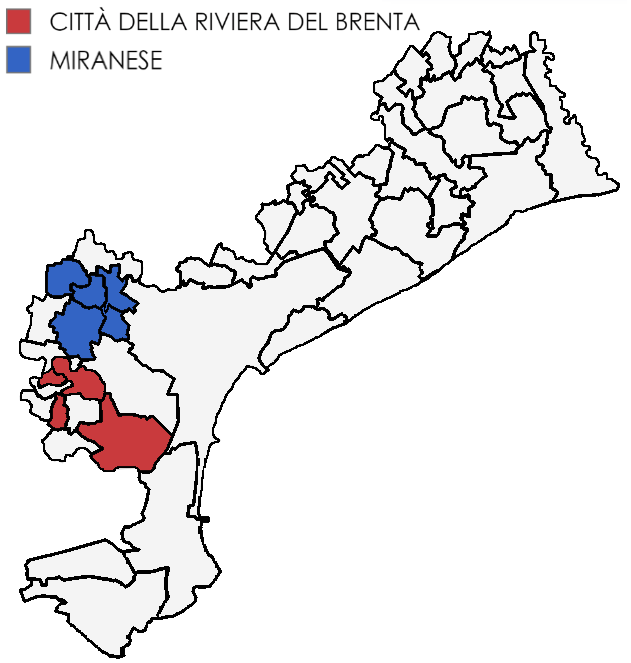
Unioni Comuni Venezia

- Unione montana Feltrina
- Unione montana del Grappa
- Unione montana Prealpi Trevigiane

#### Città metropolitana di Venezia
- Unione dei comuni Città della Riviera del Brenta

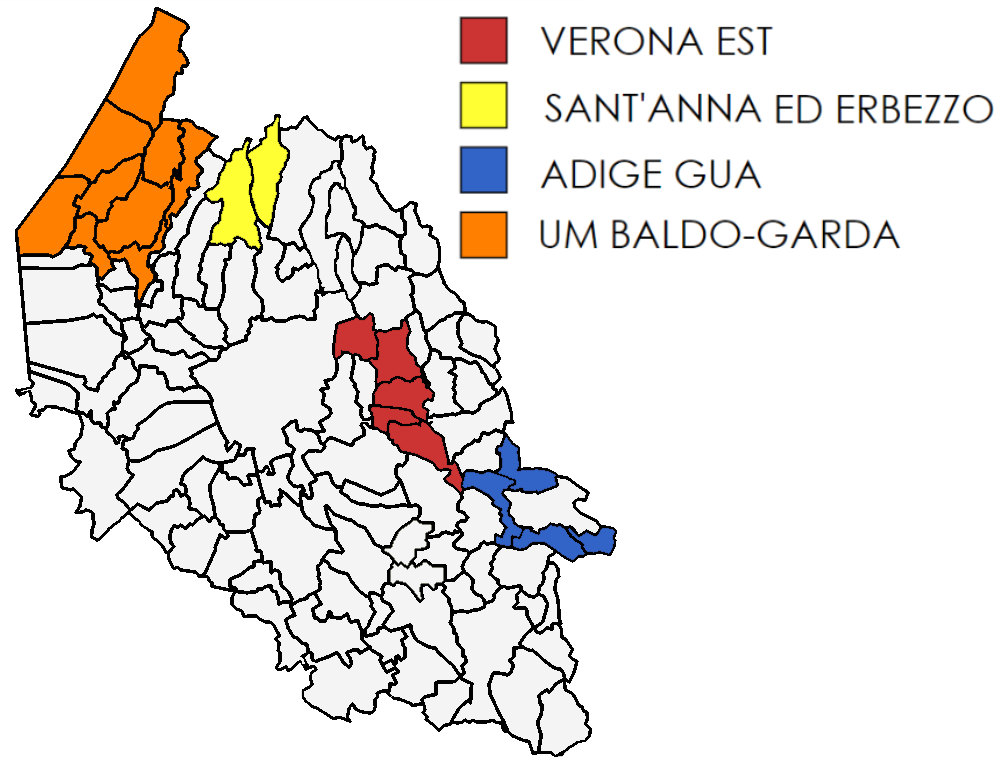
Unioni Comuni Verona

- Unione dei comuni del Miranese

#### Provincia di Verona
- Unione dei comuni Verona Est
- Unione dei comuni di Sant'Anna d'Alfaedo e Erbezzo

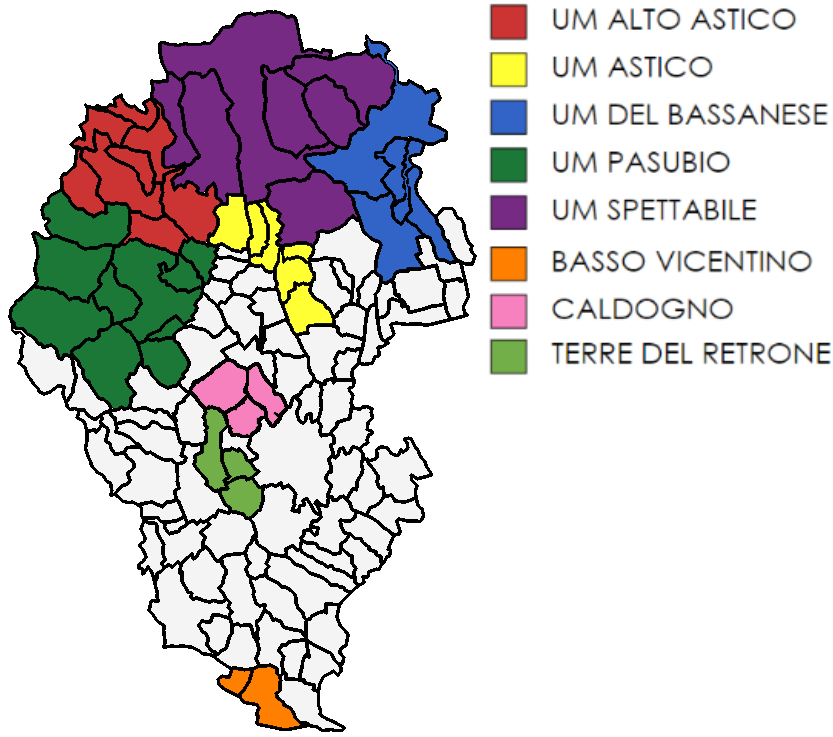
Unioni Comuni Vicenza

- Unione dei comuni Adige Guà
- Unione montana del Baldo-Garda

#### Provincia di Vicenza
- Unione montana Alto Astico
- Unione montana Astico
- Unione montana del Bassanese
- Unione montana Pasubio Alto Vicentino
- Unione montana Spettabile Reggenza dei Sette Comuni
- Unione Montana Prealpi Vicentine - Val Chiampo
- Unione dei comuni del Basso Vicentino
- Unione dei comuni Caldogno, Costabissara e Isola Vicentina
- Unione dei comuni Terre del Retrone